# Énergie éolienne
L'énergie éolienne est l'énergie du vent, dont la force motrice (énergie cinétique) est utilisée dans le déplacement de voiliers et autres véhicules ou transformée au moyen d'un dispositif aérogénérateur, comme une éolienne ou un moulin à vent, en une énergie diversement utilisable. L'énergie éolienne est une énergie renouvelable.
L'énergie éolienne est une source d'énergie intermittente qui n'est pas produite à la demande, mais selon les conditions météorologiques ; elle nécessite donc des installations de production ou de stockage en remplacement pendant ses périodes d'indisponibilité. Celles-ci peuvent être prévues avec une assez bonne précision.
La part de l'éolien dans la production d'électricité mondiale atteignait 7,2 % en 2022 et est estimée à 8,0 % en 2024. L'énergie éolienne est principalement développée en Chine (39,7 % de la production mondiale en 2024), aux États-Unis (18,2 %), en Allemagne (5,5 %) et au Brésil (4,3 %). Les pays où la part de l'éolien dans la production d'électricité est la plus élevée sont en 2024 le Danemark (58 %), le Royaume-Uni (29,5 %), le Portugal (28,7 %), l'Allemagne (27,9 %), les Pays-Bas (27,1 %), la Finlande (24,9 %), la Suède (23,5 %) et l'Espagne (21,9 %).
La part de la Chine dans les nouvelles installations de 2024 s'est élevée à 68 %, portant sa part dans la puissance installée éolienne mondiale à 45,8 %. La part de marché de l'Europe est de 14 %.

## Étymologie
Le mot « éolien » signifie « qui fonctionne sous l'action du vent ». Il est tiré d'Éole, le dieu des vents dans la mythologie grecque. Le mot apparaît au XVIIIe siècle pour désigner la harpe éolienne et sert pour décrire des aérogénérateurs dès 1907 en tant que « moteur éolien » ou « machine éolienne ».

## Histoire

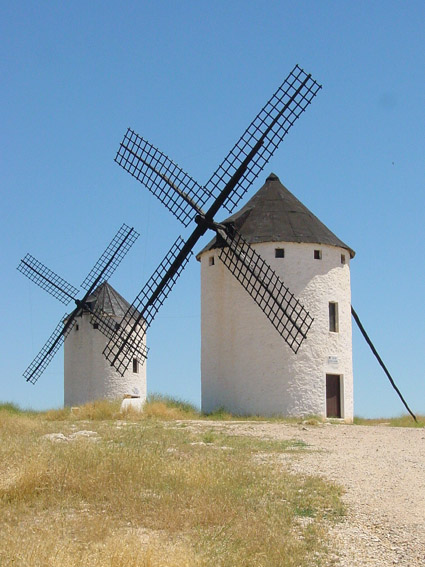
L'utilisation de l'énergie éolienne par l'homme est ancienne.

L'énergie éolienne est utilisée depuis que l'humain met des voiles au vent ; la plus ancienne utilisation de l'énergie éolienne est la marine à voile : des indices permettent de penser qu'elle aurait été employée en mer Égée dès le XIe millénaire av. J.-C.. Le peuplement de l'Océanie s'est vraisemblablement fait par des déplacements à la voile. Le Code de Hammurabi, daté d'environ 1750 av. J.-C., mentionne déjà des moulins à vent générant de l'énergie mécanique. Ces machines utilisées pour moudre le grain et pomper l'eau sont développées sur le territoire de l'Iran, l'Afghanistan et le Pakistan dès le 9e siècle,.
À la fin du XVIIIe siècle, à la veille de la révolution industrielle, la quasi-totalité des besoins d'énergie de l'humanité est assurée par des énergies renouvelables. Le nombre grandissant de navires à voile fait que l'énergie éolienne occupe une part importante dans le bilan énergétique mondial — divisé également entre la traction animale, le bois et les forces hydrauliques. Les moulins à vent représentent alors une fraction négligeable du bilan, ceux-ci ayant un moins bon rendement que les moulins à eau,.

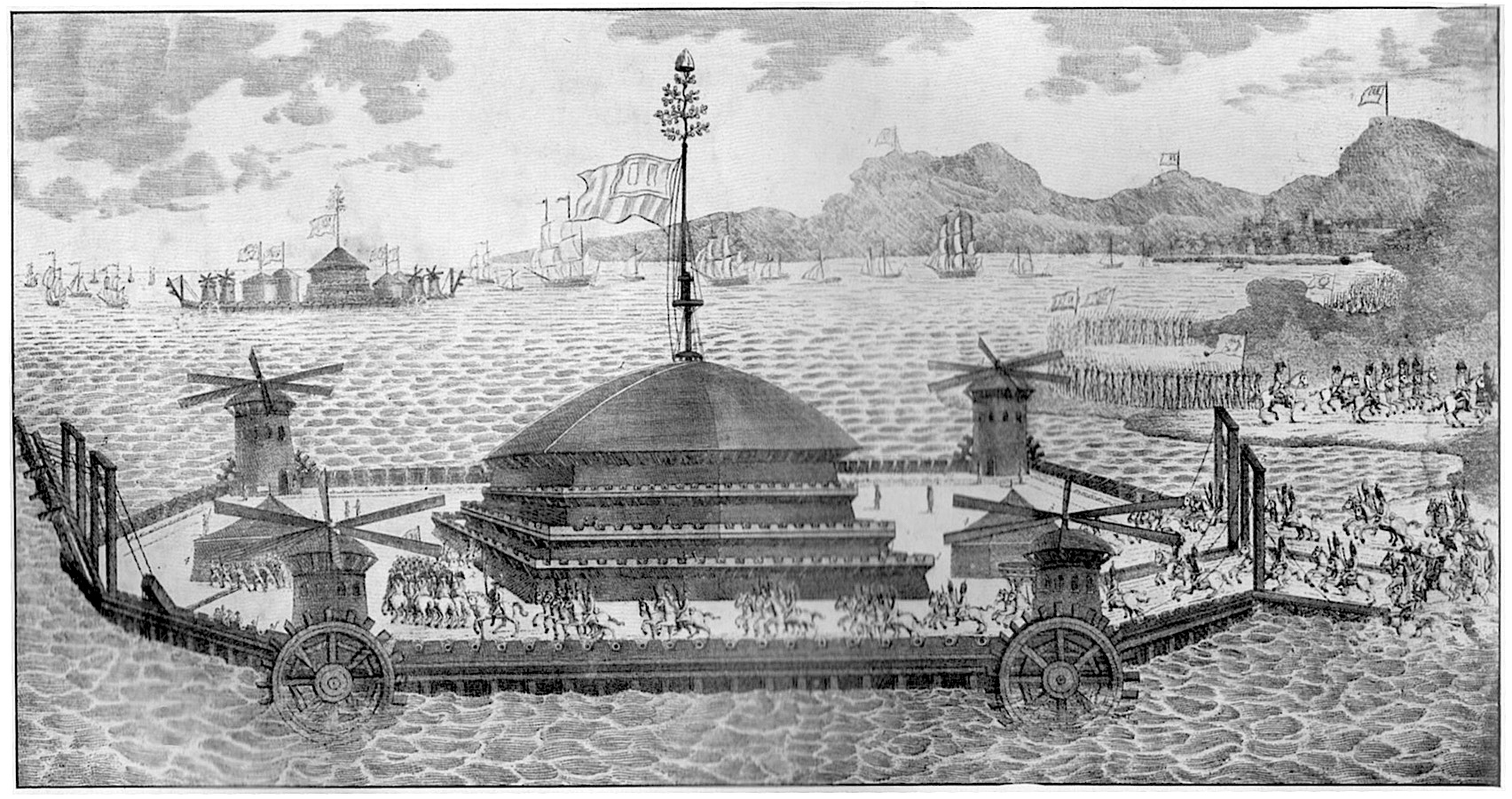
Barges à propulsion éolienne imaginées par l'ingénieur Le Blanc en 1798 pour permettre à Napoléon Ier d'envahir l'Angleterre.

Le premier moulin à vent utilisé pour la production d'énergie électrique est construit en Écosse en juillet 1887 par le professeur James Blyth de l'université de Strathclyde, à Glasgow. L'éolienne en forme de voile de Blyth, haute de dix mètres, est installée dans le jardin de son chalet de vacances à Marykirk, dans le Kincardineshire et est utilisée pour charger des accumulateurs mis au point par le Français Camille Alphonse Faure, afin d'alimenter l'éclairage du chalet. L'invention n'est jamais vraiment adoptée car la technologie n'est pas considérée comme économiquement viable, mais Blyth parvient tout de même à construire une éolienne pour fournir de l'énergie en cas de panne à l'asile, l'infirmerie et le dispensaire de Montrose.
À Cleveland, dans l'Ohio, une machine plus grande et plus sophistiquée est conçue au cours de l'hiver 1887-1888 par Charles Francis Brush. Elle est construite par sa société d'ingénierie à son domicile et fonctionne de 1886 à 1900. L'éolienne Brush est alors utilisée soit pour charger un banc de batteries, soit pour faire fonctionner jusqu'à 100 ampoules à incandescence, trois lampes à arc et divers moteurs dans le laboratoire de Brush. La fin du XIXe siècle marque également le remplacement des navires à voile par des bateaux à moteur, plus rentables financièrement.
Avec le développement de l'énergie électrique, de nouvelles applications sont trouvées aux éoliennes, notamment dans l'éclairage de bâtiments éloignés du réseau électrique. Des recherches au Danemark et aux États-Unis, motivées par le premier choc pétrolier, conduisent dans les années 1980 à la mise au point d'aérogénérateurs de plus grande taille pouvant être connectés aux réseaux électriques pour une utilisation à distance de l'énergie. La barre symbolique du térawatt de capacité installée dans le monde est franchie en juin 2023,.

## Concepts théoriques

### Potentiel

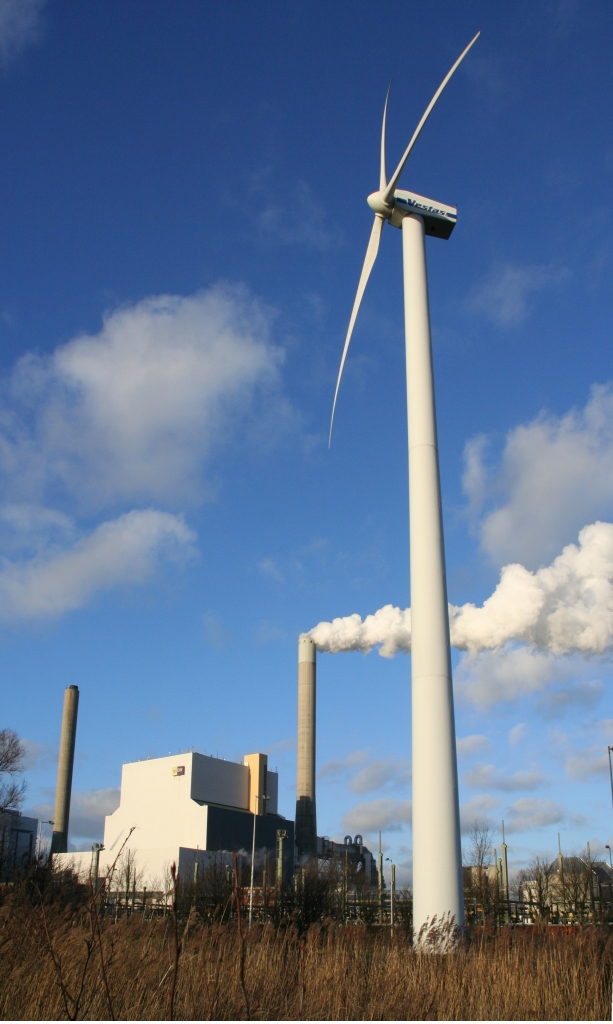
Éolienne au premier plan d'une centrale thermique à Amsterdam, Pays-Bas.

Comme presque toutes les énergies renouvelables (excepté les énergies géothermique profonde et marémotrice), l'énergie éolienne est une forme indirecte de l'énergie solaire. Or, la Terre reçoit 175 000 TW d'énergie solaire au sommet de l'atmosphère, dont 900 TW sont convertis en énergie éolienne. À partir d'un modèle de circulation générale de l'atmosphère, couplé à l'effet simulé du freinage des éoliennes, on estime que le potentiel maximal de puissance éolienne récupérable est compris entre 18 et 34 TW. D'autres études estiment que le potentiel éolien est beaucoup plus élevé, mais elles négligent les modifications qu'un déploiement massif d'éoliennes induirait sur la circulation des vents, donc ne prennent pas en compte toutes les contraintes physiques. Si l'on considère les nombreuses contraintes liées au déploiement des éoliennes, par exemple, en excluant les villes, les parcs naturels, les zones maritimes très éloignées des côtes, etc., tout en prenant en compte l'effet des éoliennes sur le vent, on peut montrer que le potentiel maximal ne peut dépasser 20 TW, et largement moins si on se restreint à un taux de retour énergétique pas trop bas.

### Calcul
L'énergie éolienne est l'énergie cinétique du vent. L'énergie totale du vent E qui traverse une surface d'aire A pendant un temps t est :
{\displaystyle E={\frac {1}{2}}mv^{2}={\frac {1}{2}}(Avt\rho )v^{2}={\frac {1}{2}}At\rho v^{3}}
Où ρ est la densité de l'air, v est la vitesse du vent, Avt est le volume d'air passant par A (considéré perpendiculaire à la direction du vent), Avtρ est la masse m passant par A et ½ ρv2 est l'énergie cinétique de l'air en mouvement par unité de volume.
La puissance éolienne incidente P, qui équivaut à l'énergie par unité de temps, (par exemple égale à la surface du rotor d'une éolienne) est définie par :
{\displaystyle P={\frac {E}{t}}={\frac {1}{2}}A\rho v^{3}}

## Utilisation
L'énergie éolienne est utilisée de trois manières :
- avec conservation de l'énergie mécanique : le vent est utilisé pour faire avancer un véhicule (navire à voile ou char à voile) ou pour faire tourner la meule d'un moulin ;
- transformée en force motrice (pompage de liquides, compression de fluides…) : par exemple, dans les moulins de Majorque, pour irriguer les champs, ou pour abreuver le bétail ;
- en production d'énergie électrique : l'éolienne est couplée à un générateur électrique pour fabriquer du courant continu ou alternatif. Le générateur est relié à un réseau électrique ou fonctionne au sein d'un système plus autonome grâce à un générateur d'appoint (par exemple, un groupe électrogène) et/ou un parc de batteries ou un autre dispositif de stockage de l'énergie.

## Caractéristiques techniques

### Variabilité

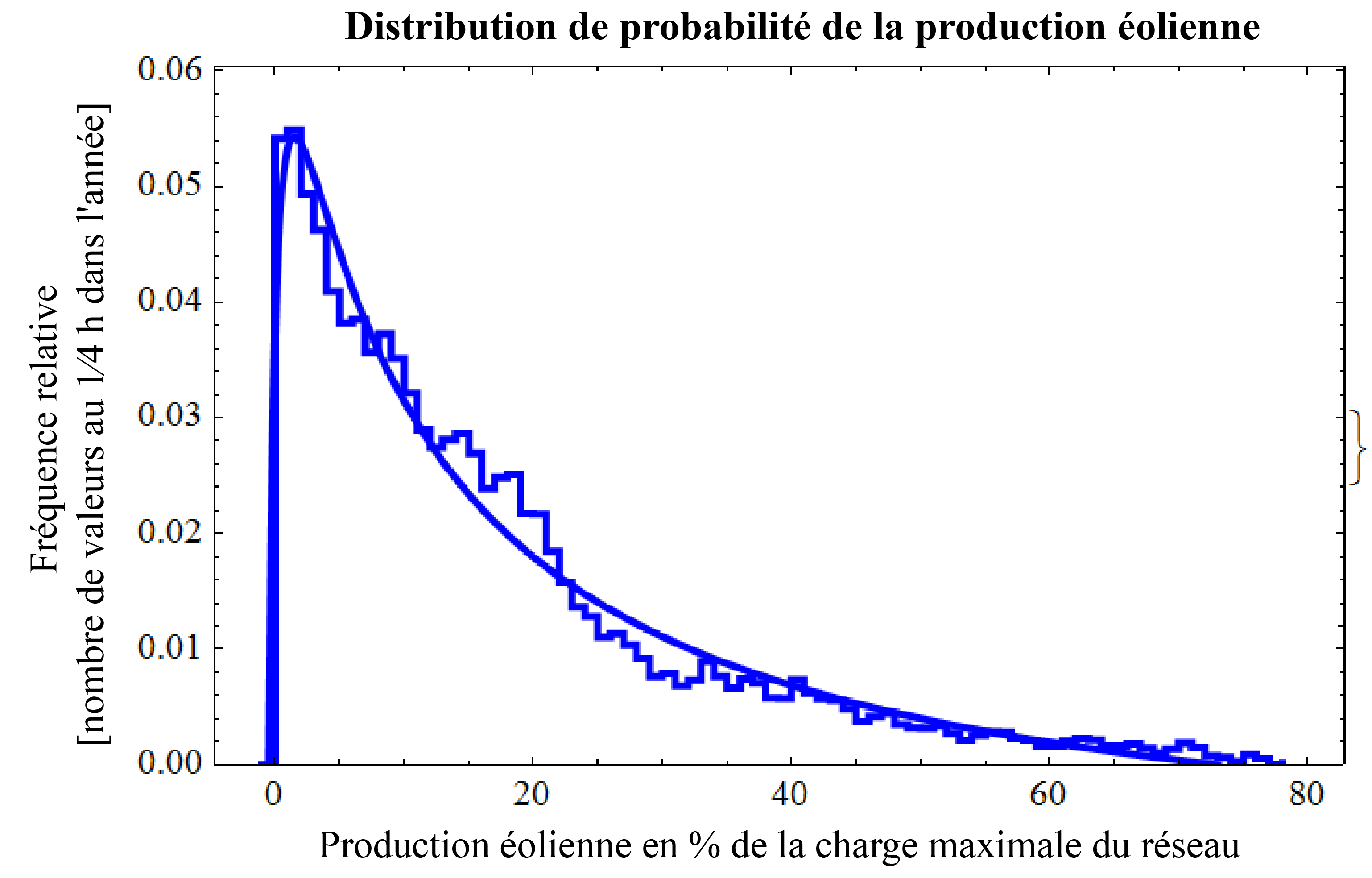
Distribution de probabilité de la production éolienne en Allemagne, 2010.

La production éolienne dépendant directement de la force du vent, elle est très fluctuante (on dit aussi intermittente ou volatile) : le graphique ci-contre montre la distribution de probabilité de la production éolienne en Allemagne [en abscisse : production éolienne en % de la charge maximale du réseau ; en ordonnée : fréquence relative (nombre de valeurs au quart d'heure dans l'année)] : on note la concentration des fréquences sur les faibles valeurs de production. RTE publie un graphique similaire dans son rapport sur le Bilan électrique 2012.
Selon l'association VGB, on décompte sur la période 2010-2016 en Allemagne 160 épisodes de cinq jours consécutifs de production éolienne inférieure à 5 GW (la puissance installée du parc éolien était de 26 903 MW en 2010 et de 50 019 MW en 2016), et chaque année a connu des épisodes de vent faible de 10 à 14 jours consécutifs. Une étude de la société Energy Brainpool pour le compte de Greenpeace confirme : sur la période 2006-2016, elle identifie tous les deux ans au moins un épisode de deux semaines de vent faible.

Production d'électricité allemande du 15 au 18 juin 2013
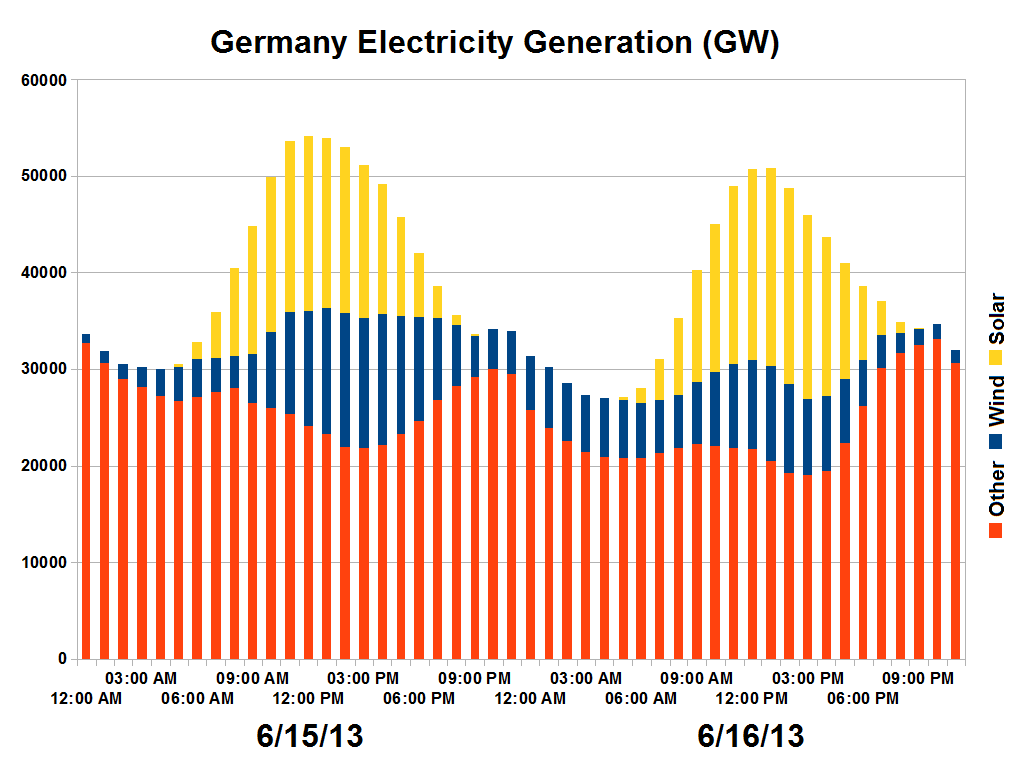
Les 15 et 16 juin.
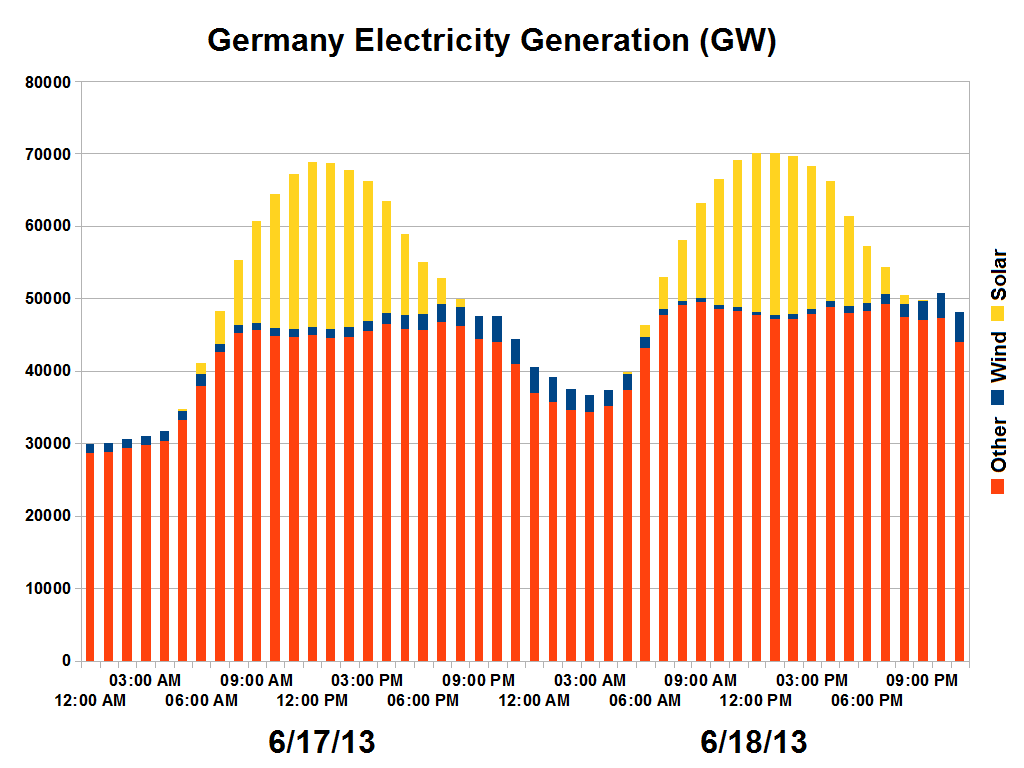
Les 17 et 18 juin.

Il est nécessaire de disposer de moyens de production modulables[Combien ?] (cycles combinés gaz, hydraulique de lac, etc.), en plus de ceux destinés à compenser les variations de la demande, pour compenser la baisse de puissance des éoliennes lorsque le vent faiblit.
Les données détaillées de RTE (eCO2mix) permettent de constater qu'en 2012, la puissance produite par le parc éolien français varie de 50 MW (0,7 % de sa puissance installée totale) à 6 198 MW (87 %) ; 21,3 % des puissances instantanées observées sont inférieures à 10 % de la puissance installée ; les moyennes journalières varient de 199 MW (15 novembre), soit 2,7 % du total installé, à 5 207 MW (27 décembre), soit 69,5 % du total installé ; les moyennes hebdomadaires varient de 741 MW (semaine 9 : 11 %) à 4 341 MW (semaine 52 : 58 %).

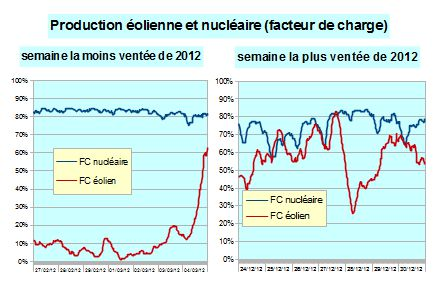
Productions éolienne et nucléaire françaises (facteur de charge), semaine la moins ventée (du 27 2 2012- au 4 3 2012) et semaine la plus ventée (du 24 12- 2012- au 30 12 2012)
Source : base eCO2mix (RTE).

Les graphiques ci-dessus présentent les productions éolienne et nucléaire (en pour cent de leur puissance installée respective, afin de faciliter la comparaison des profils de ces deux énergies) sur ces deux semaines extrêmes :
Graphique de gauche : semaine 9, celle de la plus faible production éolienne en 2012 ; faits marquants :
- faiblesse de la production éolienne (moyenne hebdomadaire : 11 % de la puissance installée ; moyennes journalières entre 4,5 et 6,4 % sur les quatre jours les moins ventés) ;
- dynamique très forte de la remontée du dernier jour : l'éolien passe de 817 MW à 3 h à 4 050 MW à 21 h, soit +3 233 MW en 18 h, à peu près l'équivalent de la puissance des trois principales centrales de pompage-turbinage françaises ;
- constance de la production nucléaire : le taux d'utilisation fluctue très peu, à part un léger fléchissement sur les derniers jours du fait de l'arrêt d'une tranche (Blayais 1) et de légères modulations pour suivi de charge en heures creuses de week-end ; le taux d'utilisation global de 82,5 %[25] s'explique par les arrêts de tranches[a],[26].

Graphique de droite : semaine 52, celle de la plus forte production éolienne en 2012 ; faits marquants :
- niveau élevé de la production éolienne (moyenne hebdomadaire : 57,9 % de la puissance installée ; la moyenne journalière du jour de Noël atteint même 62,8 %, presque égale à celle du nucléaire : 65,3 % ;
- très forte irrégularité de cette production, qui varie de 1 889 MW (28 décembre à 6 h 30) à 6 198 MW (27 décembre à 15 h 30) ; entre ces deux extrêmes, la production chute de 4 309 MW (−70 %) en 15 h ;
- profil beaucoup plus régulier de la production nucléaire, bien qu'il soit nettement plus fluctuant que dans le graphique de gauche, du fait que, cette semaine de fêtes de fin d'année étant une période de faible demande[b], le nucléaire et les énergies fatales (hydraulique au fil de l'eau, éolien et solaire) suffisent à couvrir la consommation, si bien que le nucléaire est contraint d'effectuer un suivi de charge (modulation de sa puissance en fonction de la demande, d'où le faible taux d'utilisation moyen hebdomadaire : 74,5 %[25],[c],[26].

Les variations de puissance dues aux « sautes de vent » ne sont pas seulement caractérisées par leur fréquence et leur amplitude, mais aussi par leur pente souvent abrupte, comme on le voit sur les graphiques ci-dessus ; les automatismes de régulation du réseau doivent faire notamment appel, pour compenser ces variations, à la réserve tournante et aux moyens de production les plus souples : centrales de pompage-turbinage et turbines à combustion. Les échanges internationaux apportent également des opportunités de régulation, à condition que les excédents, ou déficits, ne se produisent pas simultanément dans la plupart des pays voisins. En dernier recours, il arrive que la seule solution en cas de trop forte production éolienne soit d'arrêter une partie des éoliennes : l'ADEME explique que les techniques récentes de contrôle des centrales éoliennes permettent de réguler la puissance injectée sur le réseau afin d'en assurer l'équilibre ; lorsqu'on voit dans un parc éolien un ou plusieurs aérogénérateurs à l'arrêt, il ne s'agit pas toujours d'une panne, ou d'un arrêt pour entretien, mais éventuellement d'un arrêt volontaire pour raison de gestion du réseau.
Une étude rédigée en 2013 par deux chercheurs du Centre international de recherche sur l'environnement et le développement (CIRED) pour le débat sur la transition énergétique relate que « dans les petits systèmes comme le Danemark ou l'Irlande, les chroniques de vent montrent que la variation peut dépasser occasionnellement 15–20 % de la puissance installée en 1 h et atteindre 90 % de la puissance installée en 12 h. C'est en particulier le cas lors des épisodes de vent très fort, qui impliquent un arrêt de sécurité des éoliennes, mais dont on sait mal prédire l'heure d'arrivée et l'ampleur sur le territoire. » Ainsi, le 11 novembre 2010 la production éolienne danoise s'est arrêtée complètement en moins d'une heure et n'a redémarré que deux heures plus tard.
Selon une étude de l'association internationale de producteurs d’électricité VGB PowerTech, publiée en juin 2017, les centrales de pompage-turbinage allemandes totalisent une puissance installée de 7 GW et peuvent produire environ 0,04 TWh à chacun de leurs cycles quotidiens ; pour pouvoir compenser une période de deux semaines de vent faible (anticyclone hivernal), il faudrait 17 500 centrales de pompage-turbinage de 200 MW. Quant à la solution power to gas - gas to power, son rendement global n'est que de 20 %, si bien que l'électricité produite coûterait cinq fois plus cher que l'énergie éolienne de départ, déjà quatre fois plus coûteuse que le prix du marché.
La deuxième partie de ladite étude, publiée en novembre 2018, analyse les données de production éolienne des 18 principaux pays européens dotés d'éoliennes et en conclut qu'il n'existe quasiment pas de foisonnement entre pays, le régime des vents étant fortement corrélé sur l'ensemble de l'Europe. La puissance garantie est estimée à seulement 4 à 5 % de la puissance totale du parc éolien européen. En conséquence, ce parc requiert un backup (moyen de production alternatif pour les périodes où l'éolien n'est pas disponible) de près de 100 %. Ce backup ne peut actuellement reposer que sur les centrales conventionnelles (à combustibles fossiles ou nucléaires).

#### Facteur de charge
La puissance est représentative du maximum de production possible, mais l'énergie produite dépend de nombreux autres paramètres comme la force du vent ou les opérations de maintenance nécessaires. Le facteur de charge, rapport entre la production effective et la production maximale théorique, est couramment utilisé comme indicateur de l'énergie produite par une installation électrique. Le parc éolien a ainsi, en moyenne, un facteur de charge de 24 % en Europe en 2019 (38 % en mer), les nouveaux modèles d'éoliennes atteignant 30-35 % (respectivement 35-55 % en mer) ; le solaire photovoltaïque avoisine 10 % en 2008 ; le nucléaire 80 % en moyenne, 73 % en France en 2012.
Plus précisément, le facteur de charge moyen de l'éolien est de :
- 21,6 % à 26,3 % en France métropolitaine selon les années[33] ; ce facteur de charge varie très fortement au cours de l'année : en 2020, la puissance éolienne a atteint son maximum à 13 409 MW le 10 février à 18 h, avec un facteur de charge de 80,1 % ; son minimum a été observé à 124 MW le 24 avril à 11 h. La puissance moyenne mensuelle observée a varié de 2 713 MW en août à 8 342 MW en février, alors que la puissance installée atteignait 17 616 MW fin 2020 ; le taux d'utilisation de cette puissance (puissance moyenne/puissance nominale) a été en moyenne de 26,35 % en 2020, en hausse de 7 % par rapport 2019 ; sa moyenne a varié de 15,8 % en août à 49,8 % en février, et sa valeur maximale mensuelle de 51,2 % en juillet à 80,1 % en février[34] ;
- 20,7 % en Allemagne en 2015 pour l'éolien terrestre, mais 36,9 % pour l'éolien en mer du Nord et 50,2 % en mer Baltique[35] ;
- au Royaume-Uni en 2020 : 28,1 % pour l'éolien terrestre et 45,7 % pour l'éolien en mer, mais en 2016 : 23,6 % et 36 %[36] ;
- 36,1 % en 2022 aux États-Unis, 34,4 % en 2021 et 35,3 % en 2020[37]. On remarque que les parcs éoliens en mer ont un facteur de charge beaucoup plus élevé que les parcs terrestres.

Les Anglo-Saxons utilisent parfois un concept légèrement différent du facteur de charge (capacity factor) : le load factor, qui est le rapport « puissance moyenne / puissance maximale observée » ; la puissance maximale étant toujours inférieure à la puissance installée, le load factor est toujours supérieur au facteur de charge. Voici ses valeurs en 2012 pour six pays européens :
- Espagne : 0,33 ;
- Danemark : 0,31 ;
- Irlande : 0,31 ;
- Royaume-Uni : 0,29 ;
- France : 0,27 ;
- Allemagne : 0,22.

Les facteurs de charge varient fortement d'une année à l'autre : en 2021, dans une bande s'étendant de l'Irlande à la Tchéquie en passant par le Royaume-Uni et l'Allemagne, les vitesses de vent ont été jusqu'à 10 % inférieures à la moyenne enregistrée sur la période de référence 1991-2020. Le facteur de charge annuel a baissé de 12,8 % en Irlande, 11,2 % au Royaume-Uni, 9,2 % en Allemagne, 9,1 % au Danemark, 8,8 % aux Pays-Bas, 7,4 % en Pologne, 5,8 % en Belgique, 2,7 % en France. Par contre, il a augmenté dans quelques pays du sud : +3,3 % en Espagne, +2,2 % en Italie, +8,9 % en Grèce. Le GIEC envisage une baisse de la vitesse moyenne du vent sur l'Europe de 6 à 8 % à l'horizon 2050.

#### Intermittence du vent
Le plus grand problème de l'énergie éolienne est son caractère intermittent et aléatoire, : elle n'est pas produite à la demande, mais selon les conditions météorologiques.
Une éolienne produit en moyenne 25 % de sa puissance nominale, du fait des variations du vent, et n'est pas capable d'adapter sa production à la demande. La plupart du temps, la nécessité de répondre instantanément à la demande électrique, du fait de l'absence de stockage de l'énergie à grande échelle, oblige à coupler un parc éolien avec des sources d'électricité modulables fonctionnant avec un combustible fossile (centrales au charbon ou au gaz) ou à l'énergie hydraulique (barrages)[réf. nécessaire]. Les éoliennes sont ainsi parties intégrantes d'un réseau électrique qui fait généralement appel, pour compenser leurs périodes de production insuffisante, à des centrales électriques émettant du dioxyde de carbone et des polluants atmosphériques.
Une alternative aux centrales d'appoint, du moins pour pallier les variations de la production éolienne à court terme, peut être le stockage de l'énergie en périodes excédentaires, laquelle est restituée en période de creux. Cette solution est déjà employée au moyen de stations de pompage-turbinage (STEP), mais les sites d'implantation économiquement viables de tels ouvrages sont rares (la France ne possède ainsi que sept STEP, d'une puissance cumulée de 7 GW, soit environ 5 % de son parc de 130 GW). Les autres techniques de stockage ne sont encore, en 2018, ni suffisamment performantes ni économiques pour résoudre le problème.
François Lempérière, expert en énergies renouvelables, propose une variante des STEP dont les réservoirs amonts seraient construits près des côtes, voire dans des atolls artificiels cernés de digues de 50 m de haut, la mer proche constituant alors le second réservoir,.
Dans les années 2000, la société Statoil exploite sur l'île d'Utsira une centrale éolienne qui fournit une ressource électrique stable pour dix logements, même en cas de calme plat, grâce à un stockage chimique : l'énergie excédentaire sert à produire de l'hydrogène par électrolyse et, en cas de temps calme, une génératrice à gaz adaptée pour utiliser de l'hydrogène prend le relais. Une pile à combustible est également utilisée pour reconvertir l'énergie chimique en électricité, mais la technologie n'est pas encore assez mature pour une utilisation non expérimentale dans un site isolé. Un projet de plus grande taille est alors en cours pour les îles Féroé. D'après Statoil en 2007, le coût du kWh de ce type de centrale en site isolé devait être compétitif par rapport à une centrale Diesel moins de dix ans plus tard. Pour les tenants de l'économie hydrogène tels l'économiste Jeremy Rifkin, les énergies renouvelables comme le vent ne doivent d'ailleurs être considérées que comme des sources d'hydrogène, le problème de leur absence de souplesse n'intervenant alors plus sur la consommation finale.
L'Allemagne, qui a significativement investi dans l'énergie éolienne, rencontre des difficultés : son réseau éolien, bien que réparti sur tout son territoire et donc affranchi d'effets purement locaux, peut passer de 0 à 100 % de ses capacités en l'espace de quelques jours (par exemple sur le réseau de la société E.ON[réf. nécessaire]). Lors de la canicule européenne d'août 2003, la capacité des éoliennes est tombée à moins du vingtième (1⁄20) de sa valeur nominale. L'Allemagne a alors dû importer une quantité d'électricité équivalente à deux tranches nucléaires de 1 GW. Le même phénomène a été observé durant la vague de chaleur nord-américaine de 2006 (en) ; la production réelle des 2 500 MW de capacités nominales en énergie éolienne de Californie était, elle aussi, inférieure au vingtième (1⁄20) de cette valeur lors des pics de demande.
Si la production des éoliennes baisse considérablement durant les périodes de canicule, le même problème est observé durant les jours les plus froids de l'année dont les conditions météorologiques générales sont caractérisées par la faiblesse des vents. Cette absence de production est d'autant plus préoccupante qu'elle est liée aux pics de consommation énergétique dus aux besoins de chauffage. Selon le cabinet en ingénierie Mott MacDonald en 2010, « les conditions météorologiques britanniques en hiver conduisent souvent à une combinaison de temps froid avec très peu de vent, rendant les parcs éoliens incapables de rivaliser avec d'autres formes d'énergie lorsque la demande est à son plus haut » ».
Les pays les plus dépendants de l'énergie éolienne (Allemagne, Danemark, etc.) pallient l'intermittence avec des centrales thermiques et avec l'importation d'électricité produite par d'autres pays, notamment l'électro-nucléaire français et l'hydraulique norvégienne. Ainsi, par exemple, bien que le Danemark soit le pays où l'énergie éolienne est la plus développée[réf. nécessaire], ses émissions de CO2 par kWh et par habitant étaient en 2007 les onzièmes plus élevées d'Europe,. La production d'électricité s'y fait essentiellement par le biais de centrales thermiques au charbon, qui émettent de très gros volumes de CO2. Des conclusions du même type, pourraient s'appliquer à la Belgique, troisième pays le plus dépendant de l'énergie nucléaire dans le monde (55 % de la production d'électricité) après la France et à la Lituanie, qui affiche des émissions de gaz à effet de serre per capita de 16 % supérieures à celles du Danemark.
Le 12 décembre 2022, une vague de froid s'abat sur l'Europe. Or, les faibles vents font chuter la part de la production éolienne à seulement 3,7 % de la production électrique du Royaume-Uni, contre 28 % en moyenne depuis le début de l'année. Les prix de l'électricité au Royaume-Uni atteignent des niveaux records, à 675 livres le mégawattheure, selon les données d'Epex Spot. À l'heure de pointe, entre 17 h et 18 h, le mégawattheure s'échange même à un record historique de 2 586 livres. La direction de National Grid a averti dès octobre du risque de coupures d'électricité entre 16 h et 19 h en janvier et février 2023 en cas de combinaison entre une vague de froid, de faibles vents et des restrictions d'exportations depuis la France, la Belgique et les Pays-Bas.

#### Prévisibilité
La production éolienne peut être prévue avec une assez bonne précision (écart-type de 3 % à l'échéance d'une heure et de 7 % à l'échéance de 72 h sur l'ensemble de la France ; à la maille d'un parc éolien, l'écart-type atteint 15 % en moyenne, avec une disparité importante selon la topographie locale) grâce à des modèles informatiques croisant les prévisions météorologiques détaillées par régions avec la localisation des parcs éoliens. En France, le modèle Préole de RTE effectue ces calculs à partir des prévisions de Météo-France à trois jours. Cela permet d'anticiper les mesures d'adaptation à prendre pour compenser les variations de la production éolienne.

### Intégration au réseau

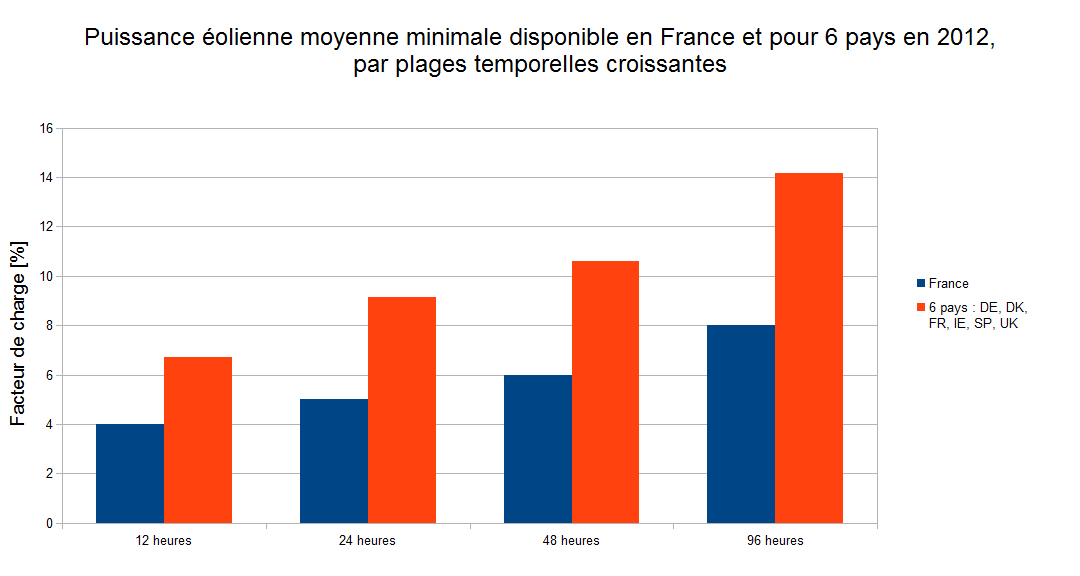
Exemple de l'impact du foisonnement éolien en Europe en 2012 : la puissance moyenne minimale disponible en France est plus faible sur chaque intervalle de temps que la puissance moyenne minimale disponible dans six pays européens (Allemagne, Danemark, Espagne, France, Irlande et Royaume-Uni).

Selon certains spécialistes, il serait possible d'intégrer jusqu'à 20 % d'énergie éolienne, sans surcoût important, car les réseaux électriques sont par nature voués à gérer la régulation d'une offre et d'une demande fluctuantes. Avec ou sans éolien, des unités de réserves sont de toute façon nécessaires. L'irrégularité de la production éolienne nécessite néanmoins un accroissement de cette réserve, dès lors que l'éolien représente une part significative de la production. Le rapport de 2009 « Le Pari de l'éolien » mentionne : « RTE ne semble pas s'inquiéter de l'intégration de la production éolienne sur le réseau dans un avenir proche : il prévoit des capacités de réserves afin de compenser tout aléa, qu'il soit d'origine climatique (pour l'éolien ou le petit hydraulique) ou dû à une panne de centrales, à hauteur de deux centrales nucléaires ».
Aussi les coûts liés à l'intermittence doivent-ils prendre en compte la capacité d'intégration à un réseau déjà équipé pour gérer la variabilité de la demande et les risques de pannes ou d'indisponibilité des grosses unités classiques. La multiplicité des sources éoliennes peut sembler éviter l'inconvénient des grosses unités classiques, dont la panne subite peut amener à mobiliser plusieurs unités de réserves ; cependant, les variations des vents peuvent affecter un grand nombre d'éoliennes simultanément, annulant le bénéfice espéré du foisonnement : l'indisponibilité simultanée de l'ensemble des éoliennes lors d'une période anticyclonique est bien plus difficile à gérer que la perte d'un réacteur nucléaire. Enfin, l'intégration à un large réseau permettant des équilibrages, jusqu'à un taux d'environ 20 % d'éolien, permet de pallier partiellement l'impossibilité du stockage de masse.

### Transformation et stockage de l'énergie éolienne
L'énergie éolienne est par essence une énergie intermittente. Elle n'est prévisible que dans la limite des prévisions météorologiques et ne peut être stockée sous sa forme primaire.
Les partisans des énergies renouvelables voient dans le mix énergétique, combinant éolien, solaire et géothermie, dans le stockage de l'énergie et les économies d'énergie, des solutions pour pallier les problèmes d'intermittence de l'éolien.
L'université de Kassel a créé une centrale virtuelle d'électricité 100 % renouvelable. Elle combine les deux énergies intermittentes éolienne et solaire, ainsi que deux énergies non intermittentes, l'énergie hydroélectrique et le biogaz, permettant de stocker de l'énergie en cas de surplus, de prendre le relais en l'absence de vent ou de soleil et de réaliser l'appoint,.
Combiner plusieurs sources renouvelables d'électricité (éolien, photovoltaïque, marémotrice et hydroélectricité) via un « réseau intelligent » (smart grid) pourrait atténuer les problèmes posés par l'intermittence de chaque source prise individuellement.

#### Stockage hydraulique
Une méthode utilisée pour exploiter et stocker les productions excédentaires des éoliennes consiste à les coupler avec des techniques de pompage-turbinage au sein de centrales hydro-éoliennes. Cette technique est à la fois la plus simple et la plus prometteuse après le simple couplage à un potentiel hydraulique supérieur ou égal au potentiel éolien, comme c'est le cas dans le partenariat Danemark-Norvège-Suède.

#### Stockage par transformation
Aux États-Unis, une entreprise conçoit de nouvelles éoliennes qui produisent de l'air comprimé au lieu de l'électricité. Dans la nacelle des éoliennes, au lieu d'un alternateur se trouve donc un compresseur d'air. L'air comprimé est stocké et permet de faire tourner un alternateur aux moments où les besoins se font le plus sentir.
Du point de vue du stockage de l'énergie, cette façon de faire impose une conversion d'énergie (de l'air comprimé vers l'électricité, avec un rendement réduit), mais permet de positionner la production électrique lors des pics de consommation où l'électricité est payée plus cher, avec une conversion de moins que par le processus classique (électricité vers stockage puis stockage vers électricité). Certains pensent même que l'on pourrait utiliser directement l'air comprimé ainsi produit pour alimenter des voitures automobiles propulsées avec ce fluide.
En 2009, les Néerlandais de Dutch Rainmaker ont réalisé une éolienne dont l'énergie est utilisée pour condenser la vapeur d'eau présente dans l'air ambiant. Le premier prototype a ainsi condensé 500 L d'eau douce en 24 h.
En 2010, l'institut allemand Fraunhofer annonce avoir réussi à mettre au point un processus de production de méthane à partir de la production en excès des éoliennes. L'électricité est utilisée pour faire une électrolyse d'eau, produisant de l'oxygène (rejeté) et de l'hydrogène. Cet hydrogène est recombiné à du CO2 (sans doute par réaction de Sabatier) pour produire du méthane, qui est réintroduit dans le circuit de distribution public de gaz naturel. La première partie de cette réaction était déjà utilisée par Poul La Cour en 1890.
Une installation industrielle de ce type (1 MW) est prévue à Fos-sur-Mer.
Près de Hambourg, Siemens Gamesa Renewable Energy (SGRE) construit le démonstrateur d'une unité de stockage d'électricité produite par une éolienne ou prise sur le réseau électrique quand la demande est faible : cette électricité, transformée en chaleur, est stockée dans une roche volcanique recouverte de matière isolante ; lorsque le réseau nécessite à nouveau de l'électricité, la chaleur est extraite de la roche et produit de la vapeur qui passe dans une turbine pour produire de l'électricité. Le démonstrateur, d'une capacité de 30 MWh, doit entrer en service en 2019 et est soutenu par le gouvernement allemand.

### Répartition géographique et problèmes de réseaux

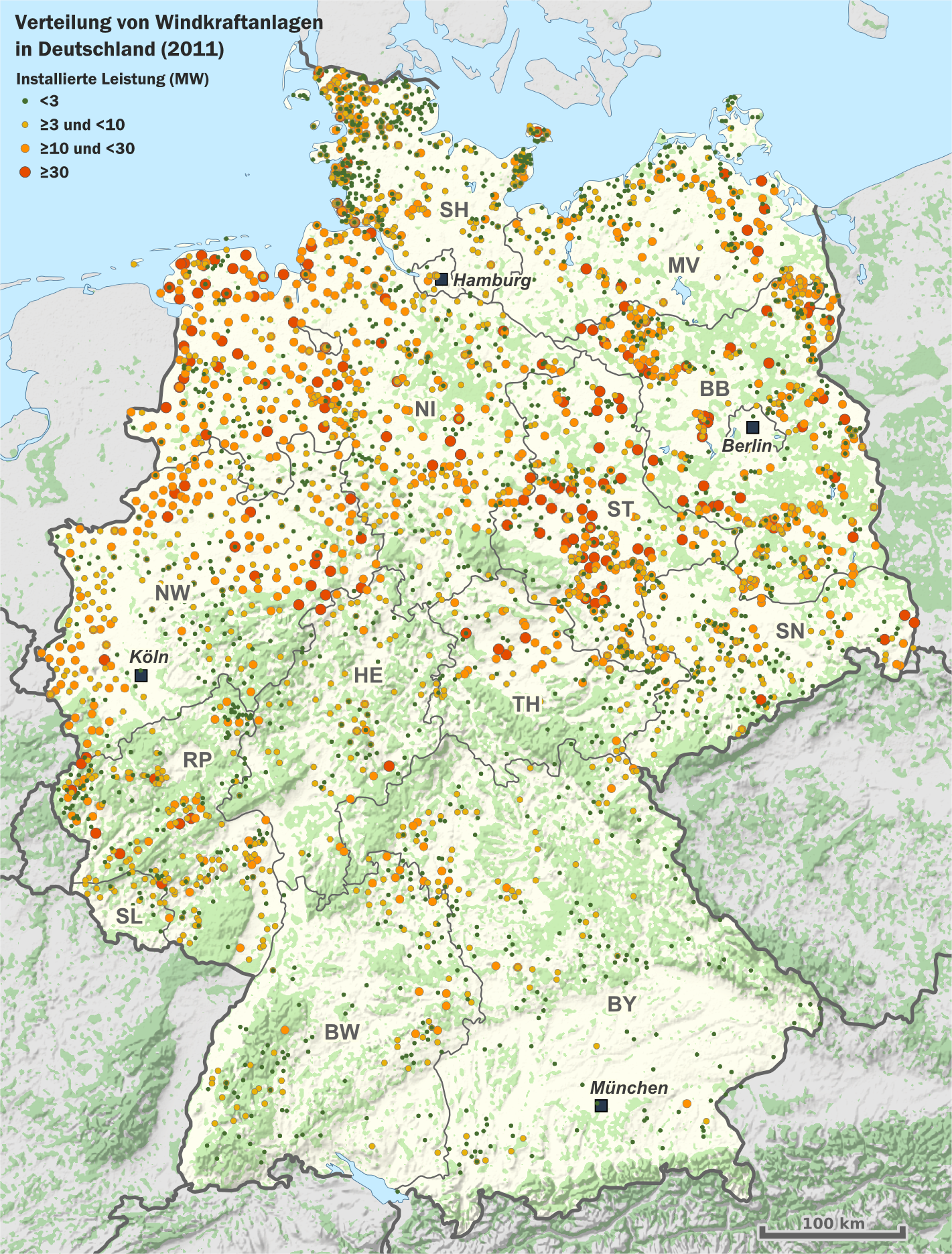
Carte des parcs éoliens allemands en 2011 (cercles rouges : > 30 MW, orange : 10 à 30 MW ; jaunes : 3 à 10 MW ; noirs : moins de 3 MW).

Les « gisements » éoliens sont des régions plus favorables que d'autres à la production éolienne, parce qu'elles bénéficient de régimes de vent plus constants et plus réguliers. C'est en général le cas des régions côtières et a fortiori des zones du plateau continental proches des côtes, mais avec de faibles profondeurs d'eau, favorables à la construction de parcs éoliens en mer ; mais les particularités du relief jouent aussi un rôle : ainsi, en France, la vallée du Rhône et le Languedoc-Roussillon ont des vents très avantageux (mistral et tramontane) ; aux États-Unis, le versant est des Montagnes Rocheuses est très favorable à l'éolien grâce au chinook, et en Chine la province de Mongolie-Intérieure a des vents très constants.
Les parcs éoliens ont tendance à se concentrer dans ces zones qui permettent d'obtenir des prix de revient plus avantageux ; la contrepartie est une répartition inégale de la production éolienne, qui pose des problèmes de réseaux dès lors que la puissance installée éolienne devient importante ; la construction de nouvelles lignes à très haute tension devient nécessaire pour transporter les excédents de production éolienne (par rapport à la consommation locale) vers les zones de consommation, par exemple en Allemagne des parcs éoliens du nord vers les zones de consommation du sud (Bavière, Bade-Wurtemberg, Hesse...), ou encore en Chine où le principal obstacle au développement de l'éolien réside dans la difficulté de coordonner la construction des parcs avec celle des lignes THT d'évacuation de leur production ; devant l'ampleur prise par ce problème en 2011, le gouvernement chinois a mis en place en 2012 une nouvelle législation destinée à mieux contrôler le développement de la filière à la suite des excès constatés dans certaines régions riches en vent et désertiques qui avaient multiplié les parcs éoliens sans mettre en place les réseaux de transport nécessaires à l'évacuation de leur production ; la progression de l'éolien en a été nettement ralentie en 2012 ; en 2013, la puissance non raccordée est tombée au-dessous de 20 %, ce qui dénote un net assainissement après le coup de frein donné en 2012.
Le rapport de la Cour des comptes française sur la mise en œuvre par la France du Paquet climat-énergie, publié le 16 janvier 2014, fournit un exemple des difficultés posées par l'insuffisance du réseau allemand de très haute tension (THT) pour transporter l'électricité éolienne du nord vers les centres de consommation du sud : cette électricité éolienne en provenance du nord du pays doit emprunter les réseaux polonais et tchèque, exportant ainsi le trop-plein d'énergie intermittente ; en 2011, cette situation a failli entraîner la saturation du réseau électrique tchèque, déclenchant depuis une réelle tension entre les deux pays ; pour éviter le risque d'un « blackout », la République tchèque a averti qu'elle envisageait de pouvoir bloquer tout nouvel afflux d'électricité renouvelable qui ferait courir le risque d'une panne à son réseau ; pour ce faire, l'opérateur du réseau tchèque a décidé la construction d'un transformateur géant près de la frontière, destiné à ne laisser entrer que la quantité de courant que le réseau national peut supporter ; ce transformateur doit entrer en service d'ici 2017 ; la Pologne compte installer des déphaseurs à la frontière avec l'Allemagne, pour ne recevoir que l'électricité qui lui est nécessaire ; le gouvernement allemand a nommé un ambassadeur chargé de ce seul dossier et le parlement allemand a voté en juillet 2011 une loi sur l'accélération du développement des réseaux, censée ramener de dix à quatre ans le délai de mise en place des nouvelles lignes THT Nord-Sud.

#### Renforcement du réseau électrique
Raccorder les fermes éoliennes au réseau électrique nécessite de nouvelles lignes à haute tension, du fait de leur production décentralisée, qui ne suit pas le schéma centralisé du réseau existant.
L'interconnexion électrique entre pays doit par ailleurs être renforcée pour accommoder l'irrégularité de la production d'électricité renouvelable. Ainsi, un important renforcement du réseau sous-marin à haute tension est prévu en 2010 en mer du Nord. La construction du North Sea Offshore Grid (en) doit durer dix ans[Passage à actualiser] et coûter 20 à 30 milliards d'euros. Il doit permettre de niveler les variations de production en reliant, par exemple, la production hydroélectrique norvégienne à l'éolien en mer allemand ou britannique, à des installations marémotrices belges et à des parcs solaires à terre.
Fin 2006, l'ambassade de France en Allemagne indiquait déjà que la production éolienne allemande nécessiterait 850 km de câbles jusqu'à 2015 et 1 950 km jusqu'à 2020. Leur coût serait quatre à dix fois plus élevé que celui des installations normales, du fait de l'enterrement des lignes électriques côtières requis pour protéger le paysage.

#### Services au réseau
Une solution limitant le renforcement nécessaire du réseau électrique est l'écrêtement de la production. Elle consiste à déconnecter les appareils producteurs lorsque leur réseau local est saturé, à la demande du gestionnaire de réseau. Les énergies renouvelables deviennent alors partiellement acheminables et rendent des services au réseau. Nouredine Hadjsaid, de l'Institut polytechnique de Grenoble, estime que « si on introduit 4 % de flexibilité dans le système, on passe à zéro euro de renforcement ». Cette technique est déjà opérationnelle en 2018 en Allemagne, où les énergies renouvelables participent à la réserve secondaire, mais pas en France, où le mécanisme d'effacement de production n'est pas encore en place. À l'échelle européenne, le projet REstable vise à mettre en place un système similaire. Enfin, l'entreprise Boralex se positionne en 2018 comme opérateur d'effacement sans perte de production, qui propose de vendre au gestionnaire des disponibilités en stockant le surplus d'énergie électrique dans des batteries.

#### Exigence du réseau à l'égard des producteurs
La régulation du réseau électrique se traduit par des exigences à l'égard des producteurs, notamment celle de maintenir la fréquence du courant (à 50 Hz dans la plupart des pays). Un appel de puissance de la part du réseau a pour conséquence l'abaissement de la fréquence ; si celle-ci est trop importante, le délestage d'une partie du réseau est automatiquement enclenché. À l'inverse, une fourniture de puissance par le réseau se traduit par une hausse de fréquence. Des automatismes déconnectent les producteurs qui ne respectent pas les normes. Ces automatismes se traduisent, pour les régulateurs du réseau, dont c'est la fonction, par des événements aléatoires.

### Surface occupée
En France, les éoliennes doivent se situer à au moins 500 m des habitations et des zones destinées à l'habitation ; la distance entre éoliennes doit être de 400 m environ dans une direction perpendiculaire aux vents dominants ; leur emprise au sol (fondations, aire de retournement, postes de transformation, routes) est d'environ 3 % de la superficie du parc ; les 97 % restants sont disponibles pour un usage agricole ; ainsi l'ADEME considère-t-elle en 2016 que pour une capacité installée prévue de 19 000 MW en 2020, ces surfaces représenteront 0,004 % de la surface agricole utile de la France.

### Utilisation de l'énergie éolienne en site isolé
L'énergie éolienne est aussi utilisée pour fournir de l'énergie à des sites isolés, par exemple pour produire de l'électricité dans les îles, pour le pompage de l'eau dans des champs, ou encore pour alimenter en électricité des voiliers, des phares et des balises. Ces éoliennes de petite puissance sont dites appartenir au petit éolien, par opposition au grand éolien ou à l'éolien industriel.

## Économie: valeur, prix, coût, acteurs

### Valeur économique
La valeur économique d'un bien découle de l'utilité que les consommateurs en retirent (valeur d'usage).
L'énergie éolienne a historiquement joué un rôle important dans le développement du commerce (marine à voile) et comme substitut de la force musculaire (moulin à vent). Dans la société moderne, la valeur de cette énergie peut être évaluée en étudiant les coûts qu'elle permet d'éviter.
La valeur d'usage de l'électricité éolienne découle pour l'essentiel de trois contributions :
- satisfaction de la demande d'électricité, valorisée sur la base de l'économie des autres ressources énergétiques (combustible fossile, biomasse) qu'elle permet, qui dépend du coût de ces combustibles et de leur utilisation dans le pays considéré ;
- réduction des émissions de gaz à effet de serre, qui dépend de l'estimation des coûts de réparation des dégâts causés par le changement climatique ; c'est probablement la composante la plus importante de la valeur de l'éolien, mais elle est très mal connue et sujette à controverses ;
- réduction des émissions de polluants : particules en suspension (centrales à charbon), oxydes d'azote et de soufre, etc.

Ces deux dernières composantes de la valeur de l'électricité éolienne dépendent des combustibles auxquels l'énergie éolienne se substitue. Elles constituent des externalités (dommages causés à autrui sans compensation) : en effet, ces coûts ne sont que très partiellement intégrés dans la formation des prix de marché : les coûts des polluants sont en partie pris en compte par les normes d'émissions de plus en plus sévères qui obligent les producteurs à dépolluer leurs effluents, mais les émissions de GES ne sont quasiment pas prises en compte ; des tentatives ont été faites pour corriger ce biais du marché, en particulier par le marché du carbone où s'échangent des droits d'émission de GES, mais les résultats du marché du carbone européen n'ont guère été convaincants jusqu'ici. La taxe carbone s'est montrée plus efficace dans les pays où elle a été mise en place (Suède,,, Danemark, Finlande).
Par ailleurs, dans le secteur électrique, une part importante de la valeur des sources d'énergie dépend des services rendus au réseau : une source d'énergie modulable (cycle combiné, turbine à gaz, hydraulique de lac) a beaucoup plus de valeur qu'une source d'énergie à fonctionnement peu modulable (centrale nucléaire ou au charbon), car la possibilité de moduler la puissance d'une centrale en fonction de la demande est essentielle pour réaliser l'équilibrage offre-demande. A fortiori, une énergie fluctuante au gré des aléas climatiques (éolienne, solaire, hydraulique au fil de l'eau) a beaucoup moins de valeur qu'une énergie à fonctionnement constant, car ses fluctuations devront être compensées par des moyens de stockage coûteux (batteries d'accumulateurs, réservoirs hydrauliques, etc.) ou par des énergies modulables elles aussi coûteuses ; il faudra donc, pour assurer la couverture de la demande, pratiquement doubler l'investissement en éoliennes par un investissement de taille équivalente en centrales modulables — un peu moins, plus exactement, car les fluctuations laissent subsister un minimum de puissance garantie de 5 % dans le cas de l'éolien.
Les services rendus au réseau par les éoliennes sont faibles : pas de capacité de suivi de charge et très peu de contribution à la pointe, leur puissance garantie étant mesurée par RTE à 4,7 % de leur puissance installée pour 2012.
La valeur de l'éolien est bien plus élevée dans les pays dont la production est pour l'essentiel à base de combustibles fossiles que dans des pays où les énergies décarbonées sont largement majoritaires. Dans ces derniers, la production des éoliennes ne peut pas se substituer aux énergies fossiles en dehors des périodes de forte demande ; pendant les heures creuses, elle peut au mieux permettre de stocker de l'eau dans les barrages en réduisant la production des centrales hydroélectriques, sinon elle est vendue à l'étranger, à bas prix puisque la demande est faible (il arrive même que le Danemark et l'Allemagne vendent leurs surplus éoliens à des prix négatifs sur les marchés spot) et à condition que les pays voisins n'aient pas eux aussi des surplus éoliens au même moment.
La valeur économique des éoliennes est fortement conditionnée par la qualité du site, en particulier par la force et par la régularité du vent. Ainsi, la France, qui n'a encore équipé que ses meilleurs sites, obtient de ses éoliennes terrestres un facteur de charge moyen de 26,3 % en 2023 et 21,8 % en 2024,, alors que l'Allemagne, qui a déjà équipé de nombreux sites de second choix, n'a qu'un facteur de charge moyen de 20,7 % en 2015 pour ses éoliennes terrestres ; les éoliennes en mer atteignent 38 % en Europe en 2019.

### Coût
Le rapport publié par la Commission de régulation de l'énergie en avril 2014 sur les coûts et la rentabilité des énergies renouvelables donne les éléments de coûts suivants :
- le coût d'investissement dans l'éolien terrestre : 1 400 à 1 600 k€/MW entre 2008 et 2012, sans tendance claire à la baisse ;
- répartition de ces investissements : 72 % pour les éoliennes, 8 % pour les études, 10 % pour le génie civil, 4 % pour le raccordement, 3 % d'autres coûts de construction, 1 % de provisions pour démantèlement, 2 % de coûts financiers ;
- coûts d'exploitation : environ 45 k€/MW/an, dont la moitié pour la maintenance ;
- coût de production : entre 50 et 110 €/MWh (pour un taux d'actualisation de 8 %), en forte corrélation avec la durée annuelle de fonctionnement (50 € pour 4 000 h, 100 € au-dessous de 2 000 h).

La Cour des comptes fournit, dans son rapport de juillet 2013 sur la politique de développement des énergies renouvelables, quelques éléments sur les coûts actualisés de l'éolien :
- parcs éoliens terrestres à implantations géographiques favorables : 60 à 68 €/MWh ; la Cour note que cet exemple, tiré de données fournies par un exploitant, montre que les estimations de l'État sont souvent surévaluées (l'ADEME chiffre le coût de l'éolien terrestre entre 62 et 102 €/MWh) ;
- parcs éoliens en mer (côtes françaises) : 1,8 à 2,4 milliards d'euros par parc, plus un milliard d'euros de coût de raccordement pour l'ensemble des projets, soit un coût de production de 105 à 164 €/MWh, avec une forte incertitude.

Toute comparaison entre le coût de l'électricité éolienne et celui des autres sources d'électricité devrait prendre en compte les moyens de production nécessaires pour compenser ses lacunes, en particulier ses fluctuations. Ce coût additionnel est peu élevé dans les pays qui disposaient déjà en abondance de barrages hydroélectriques (Suède, Islande, Québec, Brésil, etc.) ; il est déjà plus élevé pour un pays comme le Danemark qui avait la chance d'être voisin de deux pays très bien dotés en barrages hydroélectriques (Suède et Norvège), mais a dû pour en profiter installer plusieurs câbles sous-marins à haute tension sous les détroits qui le sépare desdits pays[réf. nécessaire] ; il est encore plus élevé dans les pays qui sont obligés de construire des installations telles que des centrales de pompage-turbinage : ainsi, l'Allemagne a mis en service en 2004 la centrale de Goldisthal (1 060 MW), qui a coûté 600 millions €, et 16 projets de centrales du même type mais de tailles diverses sont répertoriés par l'article allemand Liste de centrales de pompage-turbinage (de).
Le danois DONG Energy a emporté en juillet 2016 l'appel d'offres sur les champs de Borssele 1 et 2 (700 MW) aux Pays-Bas en proposant un prix de 72,70 €/MWh produit (hors raccordement) ; compte tenu du coût du raccordement au réseau à terre (câbles et sous-stations électriques), évalué entre 15 et 20 €/MWh, l'appel d'offres néerlandais passe très significativement sous la barre des 100 €/MWh, qui constituait l'objectif que s'était fixé la profession pour 2020. En France, les premiers appels d'offres d'éoliennes en mer (six champs d'environ 500 MW chacun) ont été attribués autour de 200 €/MWh.
En août 2016 au Chili, lors d'un appel d'offres portant sur 20 % de la consommation d'électricité du pays, le prix de l'éolien est tombé à 38,1 €/MWh, prix inférieur à ceux des centrales à charbon et à gaz. La baisse des coûts de financement a largement contribué à ce record de baisse des prix.
Au Maroc, grâce aux conditions exceptionnelles de la côte Atlantique, Nareva a pu offrir en 2016 un tarif record inférieur à 30 €/MWh pour l'appel d'offres éolien d'une puissance totale de 850 MW, dont il est lauréat aux côtés de Siemens et Enel.
En Allemagne, le premier appel d'offres pour les parcs éoliens en mer (1 550 MW) a donné le 13 avril 2017 un résultat inattendu : trois projets sur les quatre attribués se passeront totalement de subventions, les attributaires Dong et EnBW vendront au prix du marché la production des parcs OWP West, Borkum Riffgrund West 2 et He Dreit. Le quatrième parc, Gode Wind 3, a été attribué à Dong avec une prime de 60 €/MWh. Le prix du marché s'est élevé en moyenne à 29 €/MWh en 2016. Ces prix très bas, qui n'incluent pas les coûts de raccordement au réseau, s'expliquent par l'échéance lointaine de la mise en service des parcs : 2024, qui laisse aux fournisseurs le temps de développer la prochaine génération de turbines dont la puissance devrait être de 13 à 15 MW contre 8 à 9 MW pour les turbines actuelles ; de plus, le régime des vents est particulièrement favorable pour ces parcs, qui bénéficieront de surcroît de synergies avec les parcs voisins exploités par Dong ; enfin, l'Allemagne a planifié ses appels d'offres jusqu'à 2030, assurant aux candidats un volume d'affaires qui leur permet de baisser leur prix ; l'État prenant en charge les études de risques techniques.
Au Royaume-Uni, un appel d'offres pour des centrales en mer, dont les résultats ont été publiés en septembre 2017, a permis d'obtenir pour deux projets un prix de vente garanti de 57,5 £/MWh et pour un troisième projet de 74,75 £/MWh (soit 82,8 €/MWh), bien en dessous du tarif de 92,5 £/MWh promis par le gouvernement pour la nouvelle centrale nucléaire de Hinkley-Point.
En comparaison, les prix garantis aux projets éoliens en mer français paraissent exorbitants : 180 à 200 €/MWh,. Le 20 juin 2018, un accord est conclu sur la renégociation des contrats des parcs éoliens attribués en 2012 et 2014 à EDF, Engie et Iberdrola : il permet « une baisse de 40 % de la subvention publique et un ajustement de 30 % des tarifs » de rachat de l'électricité. En contrepartie, le coût de raccordement des parcs éoliens sera pris en charge par RTE, soit 10 % du coût global de chaque projet ; ceci ramène le gain sur les subventions de 40 % à 33 %.
Durant l'été 2020, un consortium Shell-Eneco remporte le troisième appel d'offres d'éolien en mer sans subvention aux Pays-Bas. Les contrats privés de vente à long terme se développent : selon BloombergNEF, 6,5 GW de tels accords ont été signés en 2020.

#### Coût au kWh
Selon l'association européenne de l'énergie éolienne WindEurope (anciennement EWEA, European Wind Energy Association), le coût du kWh produit en zone côtière (donc très ventée) était de 0,088 € au milieu des années 1980 pour une turbine de 95 kW ; il est de 0,041 € pour une turbine de 1 MW en 2003. Plus récemment, l'EWEA donnait en 2009, pour l'ensemble des éoliennes, une fourchette de 5 à 11 c€/kWh selon les sites et les types d'éoliennes.
En comparaison, le coût du kWh nucléaire a été évalué fin 2011, par la Cour des comptes, à 0,049 51 € ; il devrait passer à 0,054 2 € en prenant en compte le programme d'investissements annoncé par EDF depuis 2010 et renforcé après l'accident nucléaire de Fukushima. Par ailleurs, le prix spot du kWh en base sur le marché EPEX SPOT a varié entre 4 et 6 c€ en 2011-2012. Mais une comparaison des prix de revient ne peut se faire valablement qu'en prenant en compte les dispositifs de stockage de l'énergie et les centrales d'appoints liés à la production d'électricité éolienne.
En 2012, la société brésilienne Casa dos ventos signe avec Alstom une lettre d'intention de commande portant sur 68 éoliennes « ECO 122 » destinées à des fermes énergétiques. Les 180 MW installés couteront 230 M€, ce qui ramène le coût du kilowatt installé à 1 270 € départ ferme, soit dans la fourchette de prix, indiquée par le rapport EWEA de 2009, de 1 000 à 1 350 €/kW.
Une étude américaine (NREL) de mars 2013 évalue le coût 2011 du kilowatt-heure d'un projet de parc d'éoliennes terrestres de 1,5 MW unitaires à 7,2 USc (0,055 €), et celui d'un projet de parc d'éoliennes en mer de 3,6 MW unitaires à 22,5 USc (0,171 €) ; mais les hypothèses de vent sont très optimistes : le facteur de charge est estimé à 37 % pour le parc terrestre et 39 % pour le parc en mer ; il cite d'ailleurs en fin de rapport des fourchettes de 6 à 10 $USc/kWh pour les parcs terrestres et 16,8 à 29,2 $USc/kWh pour les parcs en mer.
Les coûts du kWh éolien prévus pour 2040 par le Comité britannique sur le changement climatique sont de 6 à 6,5 c€/kWh pour l'éolien terrestre et 12 à 15 c€/kWh pour l'éolien en mer (avec des éoliennes de 20 MW).
Les coûts du kWh éolien en 2018 se rapprochent du prix du réseau avec une fourchette entre 29 et 56 $/MWh, soit un coût inférieur à la plupart des sources de production conventionnelles. Le dernier appel d'offres éolien en mer remporté à Dunkerque se situe à 44 €/MWh[réf. souhaitée].
Selon un rapport publié par la banque Lazard en avril 2023, le coût complet de production de l'énergie éolienne (LCOE) en Amérique du Nord augmente pour la première fois depuis la fin des années 2000. Il atteint 50 $/MWh début 2023, en hausse de 32 % par rapport à 2021. Mais l'ensemble des autres modes de production d'électricité ont connu des hausses substantielles : le coût de production des centrales à gaz atteint 70 $/MWh ; le solaire (60 $/MWh) et l'éolien restent les modes de production les plus compétitifs pour produire de l'électricité, si l'on met de côté les coûts de raccordement ou de stockage.

### Concurrence
Selon le Global Wind Energy Council (GWEC, Conseil mondial de l'énergie éolienne), le coût du kWh éolien (LCOE) a chuté de plus de 50 % en moyenne de 2015 à 2019 ; en particulier, le coût de l'éolien en mer a baissé d'un tiers entre 2018 et 2019. Mais cette chute des coûts résulte de la pression exercée sur les fabricants et sous-traitants par les mécanismes d'appels d'offres, qui a causé une rapide consolidation de l'offre : le nombre de fabricants de turbines est tombé de 100 à 37 et les cinq principaux ont une part de marché des deux tiers. Par exemple, une concurrence intense dans les appels d'offres de 2017 au début 2019 a fait chuter les prix à 33,55 $/MWh ; ces prix bas ont été utilisés comme plafonds pour les appels d'offres suivants ; le résultat a été une forte baisse des volumes installés : 2,4 GW en 2019 contre 4,1 GW en 2018 ; sur 17 GW mis aux enchères en 3 ans, près d'un tiers n'ont pas trouvé preneur ou a été abandonné après les enchères ; plus de 80 % des projets attribués ont été retardés de 6 à 12 mois. Plus de 100 pays ont organisé des appels d'offres, stimulant la concurrence et conduisant à une nette amélioration de la compétitivité de l'éolien. Cela a conduit des gouvernements à rechercher des schémas sans subvention : la Chine va éliminer les subventions pour l'éolien terrestre dès le 1er janvier 2021, et des projets commerciaux sans subvention sont en cours au Danemark et au Royaume-Uni ; des enchères de projets éoliens sans subvention ont été organisés en Allemagne depuis 2017 et aux Pays-Bas depuis 2018.
Le GWEC critique ces schémas, car ils ne procurent pas de visibilité à long terme sur les prix. Ils accroissent les risques, donc le coût du capital. Les marchés de gros de l'électricité existants, conçus pour la production à grande échelle à partir d'énergie fossile ou de nucléaire à coûts marginaux élevés, ne sont pas adaptés pour l'intégration de gros volumes de sources d'énergies non pilotables à coût marginal nul. Des marchés tels que l'Allemagne, la Californie et l'Australie ont expérimenté les distorsions de prix qui surviennent lorsque des périodes de production renouvelable élevée créent des excédents et entrainent les prix de gros vers des niveaux bas ou même négatifs, et des analystes estiment que des périodes fréquentes de prix négatifs deviendront habituelles. Les marchés produiront probablement de plus en plus cet effet de « cannibalisation » de l'énergie renouvelable et leurs producteurs seront exposés à une volatilité croissante des prix. Des mécanismes concurrentiels qui fournissent une visibilité à long terme offrent une meilleure stabilité ; il pourrait s'agir de « contrats pour différence » qui prennent en compte la référence au prix du marché tout en assurant des revenus garantis sur une longue période. D'autres mécanismes de marché tels que les contrats de vente directe d'électricité avec des entreprises ou autres gros consommateurs ont permis d'assurer aux producteurs une stabilité de revenus : plus de 50 GW d'énergie renouvelable ont été commercialisés de cette façon entre 2008 et 2019, dont 19,5 GW sur l'année 2019.
Une réforme des marchés est indispensable, pour prendre en compte dans les prix l'ensemble des impacts positifs et négatifs des sources d'énergie : coûts de réseaux, coûts d'équilibrage, émissions polluantes, besoins de flexibilité des systèmes énergétiques, effets sociaux et environnementaux. En particulier, les émissions de gaz à effet de serre doivent être prises en compte au moyen d'une taxe carbone ou d'autres mécanismes.
Alors que les mises en service de parcs éoliens ont atteint un record de 17,3 GW et que neuf pays riverains de la mer du Nord ont annoncé le 24 avril 2023 viser 300 GW de puissance installée dans cette mer d'ici à 2050, soit plus dix fois la capacité installée en 2022, les commandes de turbines auprès de Vestas, General Electric, Siemens Gamesa et autres constructeurs européens ont chuté de 47 % en 2022 et aucune décision finale d'investissement pour les projets en mer n'a été prise par les énergéticiens dans l'année. Selon leur syndicat WindEurope, la mise en place par les gouvernements européens de plafonds sur les prix de vente de l'électricité a créé de l'incertitude dans le marché, alors qu'en Chine les prises de commandes de turbines éoliennes ont augmenté de 70 % en 2022 et que le leader chinois Goldwind a presque rattrapé le leader mondial du secteur, le danois Vestas, qui a installé 13,1 GW d'éoliennes en 2022 contre 12,5 GW par Goldwind. Les industriels de l'éolien demandent des garanties sur deux sujets : les délais d'obtention des permis de construire dans les États membres et les modalités de concurrence avec les géants chinois du secteur.
Le 20 juillet 2023, l'énergéticien suédois Vattenfall annonce la suspension du développement de son projet éolien en mer de Norfolk Boreas au Royaume-Uni. Ce projet, remporté par Vattenfall à l'été 2020, devait fournir 1,4 GW contre une rémunération fixe sur 15 ans, dans le cadre d'un contrat d'achat d'électricité dit « contrat pour différence » auprès du gouvernement britannique. Mais les coûts du projet ont augmenté de 40 % depuis la signature de ce contrat. Mi-juillet, le danois Ørsted a renoncé à concourir pour les concessions mises sur le marché en Allemagne, remportées par les pétroliers BP et TotalEnergies.
En septembre 2023, le cours boursier d'Ørsted, le leader mondial de l'éolien en mer, a reculé de 36 % depuis le début de l'année et celui de l'allemand RWE, au second rang, de 11 %. L'indice S&P Global Clean Energy Index, qui regroupe des valeurs comme Vestas, EDPR ou Iberdrola, recule de 22 %. Ørsted annonce fin août un risque de dépréciation de ses actifs éoliens maritimes américains de 2,35 milliards de dollars et l'appel d'offres lancé par l'État britannique début septembre dans l'éolien en mer n'a suscité aucune candidature. La poussée de l'inflation, la montée des taux d'intérêt et la croissance des coûts de construction amènent les développeurs à se résigner à payer des pénalités pour se retirer d'appels d'offres remportés car ils estiment ne plus être en mesure de fournir l'électricité au prix contractualisé avant le retournement du marché. Les objectifs ambitieux fixés par l'Union européenne et le Royaume-Uni sont compromis, à moins d'augmenter le niveau de subventions du secteur.
Les grands industriels européens de la filière ont tous affiché des pertes en 2022. Durant la décennie 2010, le coût de production de l'éolien en mer est passé d'une fourchette de 120 à 150 $/MWh à moins de 100, voire 70 dollars. Mais après la pandémie de Covid-19 et subséquemment à la violente hausse de prix des matériaux intervenant dans la fabrication des éoliennes, le coût d'une turbine a augmenté d'environ 30 % en deux ans (de 2021 à 2023). De plus, la forte concurrence oblige les entreprises à mettre au point des turbines toujours plus performantes, qu'elles n'ont pas le temps de rentabiliser, car elles sont rapidement surpassées par la concurrence. Il s'est tout de même installé 4,2 GW de champs éoliens en mer en Europe, un niveau en hausse de 40 % par rapport à 2022. La Chine représente déjà 60 % de la capacité mondiale de fabrication d'éoliennes, contre 19 % pour l'Europe et 9 % pour les États-Unis. Confrontée à des surcapacités de production, elle propose des turbines qui coûtent environ 30 % moins cher que celles des européens. La Commission européenne propose une stratégie pour soutenir le secteur, comprenant d'abord une incitation à inclure dans les appels d'offres des paramètres non financiers (cybersécurité, durabilité écologique, conditions de fabrication), une accélération des procédures, des standards communs et si nécessaire des enquêtes sur tout éventuel dumping étranger.
Le 9 avril 2024, l'Union européenne lance une enquête sur d'éventuelles subventions faussant la concurrence sur le marché européen dans le cas de parcs éoliens en Espagne, en Grèce, en France, en Roumanie et en Bulgarie. Selon WindEurope, les éoliennes chinoises sont vendues à des prix jusqu'à 50 % inférieurs à ceux des concurrents européens. Des enquêtes ont été ouvertes précédemment dans l'automobile (voitures électriques), le ferroviaire et les panneaux solaires.

#### Rentabilité, intermittence et stabilité du réseau
La production intermittente pose également des défis techniques nouveaux, notamment lors de passages de dépressions sur l'Europe, accompagnées de vents, qui peuvent être la cause d'une surproduction simultanée d'électricité dans plusieurs pays donc de prix de marché proches de zéro. Pendant ces périodes, les pays interconnectés comme la Norvège, la Suède et l'Autriche, qui possèdent des barrages de retenue et des centrales par pompage-turbinage, absorbent une partie du surplus des pays gros producteurs éoliens comme le Danemark et l'Allemagne (mais lorsque ce surplus est trop élevé, certains parcs éoliens doivent être déconnectés pour éviter une surcharge du réseau). Lorsqu'il n'y a pas assez de vent (toujours par rapport à la demande d'électricité), pendant les heures de pointe, le Danemark achète à la Norvège de l'électricité, à un prix élevé, qui la produit immédiatement grâce à ces mêmes centrales hydroélectriques. Cette situation est très défavorable pour la balance commerciale, ce qui a amené les élus danois à questionner la pertinence des investissements publics danois au bénéfice des producteurs d'énergie électrique norvégiens, et a provoqué des soubresauts et des pauses dans le déploiement des éoliennes en mer au Danemark entre 2020 et 2025,,,,.

## Production et puissance installée

Part de l'éolien dans la production d'énergie primaire en 2018 (source : BP).

### Données de synthèse mondiale

#### Production éolienne
Le graphique qui aurait dû être présenté ici ne peut pas être affiché car il utilise l'ancienne extension Graph, désactivée pour des questions de sécurité. Des indications pour créer un nouveau graphique avec la nouvelle extension Chart sont disponibles ici.

Production d'électricité éolienne des cinq pays leaders
Source : Agence internationale de l'énergie, Energy Institute
L'Energy Institute estime la production éolienne mondiale à 2 511 TWh en 2024 (+8,1 %), soit 8,0 % de la production totale d'électricité : 31 256 TWh. La Chine est largement en tête avec 39,7 % de la production éolienne mondiale devant les États-Unis (18,2 %), l'Allemagne (5,5 %) et le Brésil (4,3 %).
En 2022, la production mondiale d'électricité éolienne s'élevait à 2 120 TWh, en hausse de 13,7 % ; elle représentait 7,2 % de la production totale d'électricité.
| Pays | 2000  | 2010  | 2015  | 2020    | 2021    | 2022    | 2023     | 2024*   | % 2024* | Variation 2024*/ 2010 | Part mix 2024* |
| --- | ----- | ----- | ----- | ------- | ------- | ------- | -------- | ------- | ------- | --------------------- | -------------- |
| Chine | 0,6   | 44,6  | 185,8 | 466,5   | 656,1   | 762,7   | 885,9*   | 997,0   | 39,7 %  | ×22,4                 | 9,8 %          |
| États-Unis | 5,6   | 95,1  | 193,0 | 341,8   | 382,8   | 439,3   | 430,1    | 458,0   | 18,2 %  | x4,8                  | 9,9 %          |
| Allemagne | 9,4   | 38,5  | 80,6  | 132,1   | 114,2   | 124,8   | 140,5    | 138,9   | 5,5 %   | x3,6                  | 27,9 %         |
| Brésil | 0,002 | 2,2   | 21,6  | 57,1    | 72,3    | 81,6    | 95,8     | 108,5   | 4,3 %   | ×49,3                 | 14,6 %         |
| Royaume-Uni | 0,9   | 10,3  | 40,3  | 75,4    | 64,7    | 80,3    | 82,0     | 84,1    | 3,3 %   | x8,2                  | 29,5 %         |
| Inde | 1,7   | 19,7  | 35,1  | 67,3    | 75,5    | 80,7    | 82,1*    | 81,5    | 3,2 %   | x4,1                  | 4,0 %          |
| Espagne | 4,7   | 44,3  | 49,3  | 56,4    | 62,1    | 62,8    | 64,2     | 62,6    | 2,5 %   | +41 %                 | 21,9 %         |
| France | 0,05  | 9,9   | 21,4  | 40,0    | 37,1    | 38,0    | 52,4     | 47,1    | 1,9 %   | x4,8                  | 8,4 %          |
| Canada | 0,3   | 8,7   | 27,0  | 35,8    | 36,0    | 36,9    | 37,4     | 46,8    | 1,9 %   | x5,4                  | 7,3 %          |
| Suède | 0,5   | 3,5   | 16,3  | 27,5    | 27,2    | 33,3    | 34,1     | 40,5    | 1,6 %   | x11,6                 | 23,5 %         |
| Turquie | 0,03  | 2,9   | 11,7  | 24,8    | 31,4    | 34,9    | 34,0     | 36,6    | 1,5 %   | ×12,6                 | 10,4 %         |
| Pays-Bas | 0,8   | 4,0   | 7,5   | 15,3    | 18,0    | 21,4    | 29,2     | 33,4    | 1,3 %   | x8,3                  | 27,1 %         |
| Australie | 0,06  | 5,1   | 11,5  | 20,4    | 24,5    | 29,1    | 31,4     | 32,7    | 1,3 %   | x6,2                  | 11,6 %         |
| Pologne | 0,005 | 1,7   | 10,9  | 15,8    | 16,2    | 19,8    | 23,2     | 25,9    | 1,0 %   | x15,2                 | 15,3 %         |
| Italie | 0,6   | 9,1   | 14,8  | 18,8    | 20,9    | 20,5    | 23,3     | 22,3    | 0,9 %   | +145 %                | 8,2 %          |
| Finlande | 0,08  | 0,3   | 2,3   | 8,3     | 8,5     | 12,0    | 14,7     | 20,7    | 0,8 %   | x69                   | 24,9 %         |
| Danemark | 4,2   | 7,8   | 14,1  | 16,3    | 16,1    | 19,0    | 19,5     | 20,6    | 0,8 %   | +164 %                | 58,0 %         |
| Mexique | 0,02  | 1,2   | 8,7   | 19,7    | 20,9    | 20,5    | 20,7     | 19,8    | 0,8 %   | ×16,5                 | 5,6 %          |
| Argentine | 0,03  | 0,02  | 0,6   | 9,4     | 12,9    | 14,2    | 14,5*    | 16,2    | 0,6 %   | x810                  | 10,6 %         |
| Norvège | 0,03  | 0,9   | 2,5   | 9,9     | 11,8    | 14,8    | 14,0     | 14,5    | 0,6 %   | x16,1                 | 9,2 %          |
| Portugal | 0,17  | 9,2   | 11,6  | 12,3    | 13,2    | 13,2    | 13,2     | 14,5    | 0,6 %   | +58 %                 | 28,7 %         |
| Belgique | 0,02  | 1,3   | 5,6   | 12,8    | 12,0    | 12,4    | 15,6     | 13,2    | 0,5 %   | x10,2                 | 17,5 %         |
| Total mondial | 31,4  | 342,2 | 834,0 | 1 600,6 | 1 864,2 | 2 119,8 | 2 322,7* | 2 511,0 | 100 %   | x7,3                  | 8,0 %          |
| % prod.élec. | 0,2   | 1,6   | 3,4   | 5,9     | 6,5     | 7,2     | 7,8*     | 8,0     |         |                       |                |
| Source : Agence internationale de l'énergie, *= Energy Institute. Part mix = part de l'éolien dans la production d'électricité du pays. |       |       |       |         |         |         |          |         |         |                       |                |

#### Puissance installée totale

Capacité (puissance installée en gigawatts-heure) éolienne cumulée, de 1995 à 2019 dans le monde.
Source : GWEC.

Selon le Global Wind Energy Council (GWEC, Conseil mondial de l'énergie éolienne), 117 GW d'éoliennes ont été installées en 2024, en hausse de 0,3 % par rapport à 2023, dont 109 GW à terre (+9 %) et 8 GW en mer (-26 %). La puissance installée mondiale atteint 1 136 GW fin 2024, en progression de 11 %. La part de marché de la région Asie-Pacifique atteint 75 %, celle de l'Europe 14 % (16,4 GW, dont 12,9 GW dans l'Union européenne), celle des Amériques 9 % (5 % au Nord, 4 % en Amérique latine). Les cinq marchés nationaux principaux réunissent 80 % du total : Chine (68 %), États-Unis (3 %), Allemagne (3 %), Inde (3 %), Brésil (3 %).
L'Agence internationale pour les énergies renouvelables (IRENA) estime la puissance installée éolienne mondiale à la fin de 2024 à environ 1 133 GW contre 1 018 GW fin 2023 et 903 GW fin 2022, dont 594 GW en Asie (52,4 %), 270 GW en Europe (23,8 %), 177,5 GW en Amérique du Nord (15,7 %), 45 GW en Amérique du sud (4 %), 16,6 GW en Océanie (1,5 %), 15,6 GW en Eurasie (Russie, Turquie, Caucase : 1,4 %), 9,6 GW en Afrique (0,8 %), 2,2 GW en Amérique centrale et Caraïbes (0,2 %) et 1,9 GW au Moyen-Orient (0,2 %). La progression de la puissance installée en 2024 est estimée à 114 GW (soit +11 %) contre 115 GW en 2023 (+12,8 %). La Chine à elle seule dispose de 521 GW, soit 46 % du total mondial, et sa progression de 79 GW représente 70 % du marché mondial de 2024. L'Union européenne a 231,3 GW, soit 20,4 % du total mondial, puissance qui s'est accrue de 12,4 GW en 2024, soit 11 % du marché mondial.
Selon les données de la National Energy Administration (en) chinoise, la puissance éolienne cumulée de la Chine a augmenté de 18 % entre 2023 et 2024 pour atteindre environ 521 GW, alors que la profession estime avoir installé 88 GW pour atteindre environ 530 GW. Le volume des appels d’offres pour l’éolien chinois atteindrait 123 GW en 2024, en hausse d’environ 91 % par rapport à 2023, dont 114,1 GW d’éolien terrestre (+109,2 %) et 8,7 GW d’éolien maritime (-11,3 %). Par contre, le marché américain est en baisse pour la quatrième année consécutive, les installations de 2024 se limitant à 3 926 MW d'éoliennes terrestres et 132 MW d'éoliennes maritimes), contre 6,4 GW en 2023, 8,9 GW en 2022 et 13,7 GW en 2021. Au premier trimestre 2024 a eu lieu la connexion au réseau du premier parc commercial maritime de grande puissance des États-Unis : le parc de South Fork Wind de 132 MW, équipé de 12 éoliennes Siemens Gamesa.
Le graphique qui aurait dû être présenté ici ne peut pas être affiché car il utilise l'ancienne extension Graph, désactivée pour des questions de sécurité. Des indications pour créer un nouveau graphique avec la nouvelle extension Chart sont disponibles ici.

Historique des installations annuelles
| Pays                                                                | 1997  | 2000   | 2010    | 2015    | 2020    | 2021    | 2022    | 2023      | 2024      |
| ------------------------------------------------------------------- | ----- | ------ | ------- | ------- | ------- | ------- | ------- | --------- | --------- |
| Chine                                                               | 146   | 352    | 41 800  | 145 362 | 290 739 | 327 809 | 365 440 | 441 100   | 520 600   |
| États-Unis                                                          | 1 673 | 2 564  | 40 200  | 73 991  | 122 317 | 135 890 | 144 398 | 150 475   | 154 258   |
| Allemagne                                                           | 2 081 | 6 095  | 27 191  | 44 941  | 62 850  | 63 745  | 66 188  | 69 449    | 72 786    |
| Inde                                                                | 940   | 1 267  | 13 065  | 25 088  | 38 625  | 40 083  | 41 930  | 44 736    | 48 156    |
| Brésil                                                              | 3     | 22     | 931     | 8 726   | 17 750  | 21 567  | 25 632  | 30 449    | 33 727    |
| Espagne                                                             | 427   | 2 535  | 20 623  | 23 025  | 26 819  | 27 910  | 30 114  | 30 873    | 31 853    |
| Royaume-Uni                                                         | 319   | 409    | 5 204   | 13 809  | 23 945  | 26 813  | 28 493  | 29 617    | 31 533    |
| France                                                              | 10    | 68     | 5 970   | 10 505  | 17 946  | 18 740  | 20 811  | 23 907    | 24 966    |
| Canada                                                              | 25    | 137    | 4 008   | 11 219  | 13 578  | 14 255  | 15 267  | 16 986    | 18 373    |
| Suède                                                               | 127   | 241    | 2 163   | 6 029   | 9 976   | 12 116  | 14 278  | 16 224    | 17 221    |
| Turquie                                                             |       | 19     | 1 329   | 4 694   | 9 281   | 11 102  | 11 945  | 12 342    | 13 652    |
| Italie                                                              | 103   | 427    | 5 797   | 8 975   | 10 871  | 11 254  | 11 850  | 12 307    | 12 992    |
| Australie                                                           | 4     | 30     | 2 020   | 4 187   | 7 296   | 9 125   | 10 537  | 11 479    | 12 315    |
| Pays-Bas                                                            | 319   | 440    | 2 269   | 3 443   | 6 619   | 7 770   | 8 755   | 10 734    | 11 701    |
| Pologne                                                             | 2     | 5      | 1 180   | 5 100   | 6 298   | 6 967   | 8 150   | 9 419     | 10 139    |
| Finlande                                                            |       |        |         |         | 2 586   | 3 257   | 5 677   | 6 945     | 8 358     |
| Mexique                                                             |       |        |         | 3 073   | 6 789   | 7 159   | 7 317   | 7 413     | 7 782     |
| Danemark                                                            | 1 066 | 2 417  | 3 749   | 5 064   | 6 259   | 7 021   | 7 104   | 7 273     | 7 494     |
| Japon                                                               | 18    | 142    | 2 304   | 3 038   | 4 373   | 4 575   | 4 664   | 5 214     | 5 877     |
| Portugal                                                            | 38    | 83     | 3 706   | 5 050   | 5 122   | 5 427   | 5 538   | 5 538     | 5 650     |
| Belgique                                                            |       |        |         | 2 229   | 4 681   | 4 948   | 5 303   | 5 454     | 5 592     |
| Grèce                                                               |       |        |         |         | 4 119   | 4 649   | 4 702   | 5 232     | 5 366     |
| Vietnam                                                             |       |        |         |         | 513     | 3 976   | 3 976   | 4 799     | 5 038     |
| Irlande                                                             | 53    | 119    | 1 428   | 2 446   | 4 307   | 4 339   | 4 536   | 4 739     | 4 934     |
| Chili                                                               |       |        |         |         | 2 829   | 3 444   | 3 889   | 4 577     | 4 884     |
| Autriche                                                            |       |        |         | 2 404   | 3 226   | 3 422   | 3 633   | 3 889     | 4 028     |
| Argentine                                                           |       |        |         |         | 2 618   | 3 291   | 3 309   | 3 704     | 4 319     |
| Afrique du Sud                                                      |       |        |         | 1 053   | 2 495   | 3 442   | 3 442   | 3 442     | 3 511     |
| Roumanie                                                            |       | 0      | 462     | 2 976   | 3 012   | 3 015   | 3 015   | 3 027     | 3 150     |
| Total mondial                                                       | 7 482 | 18 040 | 194 680 | 432 680 | 744 978 | 829 367 | 905 193 | 1 020 611 | 1 135 500 |
| Sources : GWEC et Eurobserv'ER pour l'Union européenne en 2023-2024 |       |        |         |         |         |         |         |           |           |

En 2023, 116,6 GW d'éoliennes ont été installées, en hausse de 50 % par rapport à 2022, dont 105,8 GW à terre et 10,8 GW en mer. La puissance installée mondiale atteint 1 021 GW fin 2023, en progression de 13 %. La part de marché de la région Asie-Pacifique atteint 71 %, celle de l'Europe 16 % (18,3 GW, dont 16,2 GW dans l'Union européenne), celle des Amériques 12 % (7 % au Nord, 5 % en Amérique latine). Les cinq marchés nationaux principaux réunissent 80 % du total : Chine (65 %), États-Unis (5 %), Brésil (4 %), Allemagne (3 %) et Inde (2 %).
En 2022, 77,6 GW d'éoliennes ont été installées, en baisse de 17 % par rapport à 2021, dont 68,8 GW à terre et 8,8 GW en mer. La puissance installée mondiale atteint 906,2 GW fin 2022, en progression de 9,3 %. La part de marché de la Chine s'est élevée à 48,5 % en 2022, suivie par celles des États-Unis : 11,1 %, du Brésil (5,2 %), de l'Allemagne (3,5 %), de la Suède (3,1 %), de la France (2,7 %), du Royaume-Uni (2,2 %). La part de l'Europe (Royaume-Uni et Turquie inclus) est de 24,7 %. Dans l'éolien terrestre, la puissance installée atteint 842 GW fin 2022. Les nouvelles installations ont reculé de 5 %, surtout aux États-Unis (-32 %) ; elles ont par contre progressé de 6 % en Chine et de 18 % en Europe. La Chine reste en tête : 32,6 GW y ont été installés et 8,6 GW aux États-Unis, 4,1 GW au Brésil et 16,7 GW en Europe. Le marché en mer a reculé de 58 %, passant de 21 106 MW en 2021 à 8 771 MW en 2022, dont 5 052 MW en Chine, 1 175 MW à Taïwan et 2 460 MW en Europe (dont 1 179 MW au Royaume-Uni, 480 MW en France, 369 MW aux Pays-Bas et 342 MW en Allemagne).
En 2021, 93,6 GW d'éoliennes ont été installées, en baisse de 1,8 % par rapport à 2020, dont 72,5 GW à terre et 21,1 GW en mer. La puissance installée mondiale atteint 837 GW fin 2021, en progression de 12,4 %. La part de marché de la Chine s'est élevée à 51 % en 2021, suivie par celle des États-Unis : 14 % ; ensuite viennent le Brésil (4 %), le Vietnam (4 %), le Royaume-Uni (3 %). La part de l'Europe est de 19 %. Dans l'éolien terrestre, les nouvelles installations ont reculé de 18 %, surtout en Chine (-39 %) et aux États-Unis (-25 %), du fait de l'arrêt de programmes de subventions. Ces deux pays restent cependant en tête : 30,7 GW ont été installés en Chine et 12,7 GW aux États-Unis, 3,8 GW au Brésil, 2,7 GW au Vietnam et 2,1 GW en Suède. Le marché en mer a plus que triplé, passant de 6 852 MW en 2020 à 21 106 MW en 2021, dont 16,9 GW en Chine, 3,3 GW en Europe (dont 2,3 GW au Royaume-Uni) et 779 MW au Vietnam.
En 2020, les installations ont atteint 95,3 GW, en progression de 57 % par rapport à 2019, dont 88,4 GW à terre et 6,9 GW en mer. La part de marché de la Chine s'est élevée à 56 % en 2020, suivie par celle des États-Unis (18 %) ; ensuite viennent le Brésil (3 %), les Pays-Bas (2 %), l'Allemagne (2 %). La part de l'Europe est de 16 %. Dans l'éolien terrestre, les nouvelles installations ont progressé de 59 %, surtout dans les deux principaux marchés : la Chine 68,6 GW et les États-Unis 17 GW. En Chine, les installations ont été accélérées par l'annonce de la fin des subventions au 1er janvier 2021 ; au-delà, les projets devront atteindre la parité réseau basée sur le prix réglementé de l'électricité des centrales à charbon dans chaque province. Aux États-Unis, la fin annoncée du Production Tax Credit (PTC) a aiguillonné les mises en service, mais en décembre 2020, le Sénat a prolongé le PTC avec un taux réduit à 60 % de son niveau antérieur. Le Brésil se classe au troisième rang avec 2,3 GW, suivi par la Norvège (1,53 GW) et l'Allemagne (1,43 GW).
Les nouvelles installations de 2019 sont estimées par le GWEC à 60,4 GW, en hausse de 19 % par rapport à 2018 ; celles de l'éolien terrestre ont progressé de 17 % à 54,2 GW, alors que l'éolien en mer a bondi à 6,1 GW, portant sa part à 10 %. Dans l'éolien terrestre, la région Asie-Pacifique a pris la tête du marché avec 27,3 GW ; le marché européen a progressé de 30 % malgré un recul de 55 % en Allemagne, grâce à la forte croissance des installations en Espagne, Suède et Grèce. Dans l'éolien en mer, le marché chinois a bondi de 45 %. Les mécanismes de marché ont continué à dominer : à l'échelle mondiale, les appels d'offres ont atteint 25 GW pour l'éolien terrestre et 15,8 GW pour les projets en mer, plus du double des volumes de 2018. Les contrats de vente à long terme aux entreprises ont progressé de 30 %, atteignant 9 GW. Dans l'éolien terrestre, la Chine, marché leader depuis 2008, a installé 23,76 GW, loin devant les États-Unis (9,14 GW), l'Inde (2,38 GW), la Suède (1,59 GW), la France (1,34 GW), le Mexique (1,28 GW) et l'Allemagne (1,08 GW). La Chine est, pour la deuxième année, en tête des installations en mer avec 2,39 GW, devant le Royaume-Uni (1,76 GW).
Les cinq principaux marchés de 2018 ont été la Chine (43,3 % du total mondial), les États-Unis (15,1 %), le Royaume-Uni (4 %), l'Inde (3,9 %) et l'Espagne (3,8 %). La région Asie-Pacifique a totalisé 50,7 %, l'Europe 25,5 %, l'Amérique du nord 16,1 %, l'Amérique latine 6,1 % et l'Afrique (+Moyen-Orient) 1,6 %. Sur le marché de l'éolien terrestre (54,2 GW), la Chine a continué à dominer avec 23,8 GW, suivie des États-Unis (9,1 GW), de l'Inde (2,4 GW), de l'Espagne (2,3 GW) et de la Suède (1,6 GW). Le marché chinois a connu en 2018 l'introduction du système des appels d'offres, puis en 2019 une nouvelle réforme présentant une feuille de route en direction d'un système « sans subvention » à partir du 1er janvier 2021. En 2019, 35 % des nouvelles installations ont été issues de mécanismes basés sur le marché, comme en 2018 ; malgré le manque de succès des appels d'offres de 2019 en Allemagne et en Inde, 14,5 GW ont été attribués aux enchères hors Chine, niveau identique à celui de 2018.
En 2016, le marché éolien mondial a ralenti sa croissance, 54 GW étant installés dans l'année ; la Chine est restée en tête avec 23,3 GW contre 30 GW en 2015, année marquée par une ruée avant la mise en place de réductions des tarifs garantis. Aux États-Unis, les 8,2 GW mis en service portent le parc à 82 GW. L'Union européenne a installé 12,5 GW, dont 5,4 GW en Allemagne et 1,5 GW en France.
En 2014 : (52,13 GW de mises en service moins 0,56 GW de mises hors service ; en 2013, les mises en service avaient été de près de 37 GW ; le marché a donc fait un bond de 41 % ; la puissance installée dans l'Union européenne durant l'année 2014 a été de 12,44 GW. L'Asie a représenté 50,2 % du marché, l'Europe 25,8 % et l'Amérique du Nord 13,9 % ; les autres régions montent en puissance avec 10,1 % au total. La puissance cumulée de l'Asie dépasse pour la première fois celle de l'Europe avec 142,1 GW (38,3 %) contre 135,6 GW (36,5 %), l'Amérique du Nord totalisant 77,95 GW (21 %). La Chine à elle seule a installé 23,35 GW, soit 45 % du marché mondial, suivie de très loin par l'Allemagne : 6,2 GW et les États-Unis : 4,85 GW.
À la fin de 2013, la puissance installée éolienne mondiale atteignait 318,6 GW, en augmentation de 35,6 GW en un an (+12,4 %), dont 11,3 GW pour l'Union européenne ; le marché a connu un net ralentissement, pour la première fois dans l'histoire de l'ère industrielle de l'éolien : les installations en 2012 avaient totalisé 44,2 GW, dont 11,8 GW pour l'UE ; cette baisse du marché est due surtout à l'écroulement du marché des États-Unis (1 084 MW contre 13 078 MW en 2012), à cause de la reconduction très tardive du système d'incitation fédéral ; le marché européen a légèrement fléchi en raison de l'adoption par plusieurs gouvernements de nouvelles politiques moins favorables ; par contre, la Chine a représenté à elle seule près de la moitié du marché mondial : 16,1 GW. L'Europe a eu en 2013 une part de marché de 34,1 %, derrière le marché asiatique (51,2 % contre 35,6 % en 2012), et loin devant le marché nord-américain qui a chuté à 9,3 % contre 31,4 % en 2012. L'Europe reste cependant en tête pour la puissance totale en fonctionnement : 38,3 % contre 36,4 % pour l'Asie et 22,3 % pour l'Amérique du Nord.
En 2008, les États-Unis deviennent le premier pays pour la capacité d'énergie éolienne, 25 170 MW étant installés, devant l'Allemagne (23 902 MW). Ce secteur emploie alors environ 85 000 Américains.

#### Éolien en mer
La puissance installée de l'éolien en mer atteint 83 162 MW en 2024, en progression de 10,6 %. Les mises en service de 2024 atteignent 8 001 MW, dont 5 171 MW en Asie (Chine : 4 038 MW) et 2 698 MW en Europe. En 2023, 10 852 MW ont été installées, dont 7 091 MW en Asie (Chine : 6 333 MW) et 3 761 MW en Europe.
GWEC prévoit que 156 GW d'éolien en mer seront installés de 2025 à 2030, dont 51 % en Chine, 33 % en Europe, 12 % en Asie hors Chine et 4 % aux États-Unis.

### Union européenne (UE)
En 2024, selon EurObserv'ER, la production éolienne atteint 488,06 TWh, dont 63,55 TWh en mer. Elle progresse de 1,8 % par rapport à 2023, où elle s'élevait à 479,36 TWh, dont 55,06 TWh en mer. Elle dépasse pour la première fois la production d’électricité des centrales à gaz. Des conditions de vent globalement moins favorables que l'année précédente, malgré l’ajout des nouvelles mises en service, expliquent cette progression ; la production d’électricité éolienne maritime a augmenté plus rapidement (+ 15,4 %), grâce à de meilleures conditions de vent en mer du Nord et à une concentration des mises en service de parcs en mer dans la seconde moitié de l’année 2023 et début 2024. Une dizaine de pays, dont les trois premiers pays producteurs d’électricité éolienne (Allemagne, Espagne et France), ont mesuré des baisses de production entre 2023 et 2024. La France (-11,1 %) et la Belgique (-13,9 %) ont enregistré les baisses les plus fortes. La puissance installée atteint 231,9 GW, dont 20,7 GW en mer. Elle progresse de 12,2 GW par rapport à 2023 (+5,6 %), où elle s'élevait à 219,7 GW, dont 19,0 GW en mer. La puissance mise hors service durant l’année 2023 est d'environ 1 144 MW. La progression nette de la puissance installée est donc de : 13,39 GW - 1,14 GW = 12,25 GW, soit +5,6 %.

### Amérique
En 2024, la puissance éolienne installée de l'Amérique s'élève à 227 954 MW, soit 20,1 % du total mondial, au 3e rang des continents, derrière l'Asie (53,5 %) et l'Europe (25,3 %), dont 154 258 MW aux États-Unis, 33 727 MW au Brésil et 18 373 MW au Canada. Les nouvelles installations de 2024 s'élèvent à 10 179 MW, soit 8,7 % du marché mondial, dont 4 058 MW aux États-Unis, 3 178 MW au Brésil, 1 387 MW au Canada et 614 MW en Argentine.
En 2023, l'Amérique représente 21,4 % du total mondial. Les nouvelles installations de 2023 s'élèvent à 14 417 MW, soit 12,4 % du marché mondial, dont 6 402 MW aux États-Unis, 4 817 MW au Brésil, 1 720 MW au Canada et 688 MW au Chili.
En 2022, l'Amérique représente 22,5 % du total mondial. Les nouvelles installations de 2022 s'élèvent à 14 829 MW, soit 19,1 % du marché mondial, dont 8 612 MW aux États-Unis, 4 065 MW au Brésil, 1 006 MW au Canada et 824 MW au Chili.
En 2021, l'Amérique représente 22,5 % du total mondial. Les nouvelles installations de 2021 s'élèvent à 19 243 MW, soit 20,6 % du marché mondial, dont 12 747 MW aux États-Unis, 3 830 MW au Brésil et 677 MW au Canada.
En 2020, l'Amérique représente 22,9 % du total mondial. Les nouvelles installations de 2020 s'élèvent à 21 762 MW, soit 23,4 % du marché mondial, dont 16 205 MW aux États-Unis, 2 297 MW au Brésil, 1 014 MW en Argentine, 684 MW au Chili, 574 MW au Mexique et 165 MW au Canada.
Les nouvelles installations de 2019 s'élèvent à 13 437 MW, soit 22,1 % du marché mondial, dont 9 143 MW aux États-Unis, 1 281 MW au Mexique, 931 MW en Argentine, 745 MW au Brésil, 597 MW au Canada et 526 MW au Chili.
Les nouvelles installations de 2018 s'élèvent à 11 891 MW, soit 23,5 % du marché mondial, dont 7 588 MW aux États-Unis, 1 939 MW au Brésil, 929 MW au Mexique, 566 MW au Canada et 445 MW en Argentine.
Au cours de l'année 2017, cette puissance installée s'est accrue de 10 414 MW (Amérique du Nord : 7 836 MW, Amérique Latine : 2 578 MW), soit +9,2 % et 19,8 % du total mondial des mises en service de l'année. Les États-Unis restent largement en tête avec 89 077 MW, soit 72,3 % du total du continent américain ; les 7 017 MW qu'ils ont mis en service en 2017 représentent 67 % du total américain.

### Asie-Pacifique
En 2024, la région Asie-Pacifique conforte son rang en tête du classement des continents par puissance éolienne installée avec 519 560 MW, soit 53,5 % du total mondial, situés surtout pour 520 600 MW en Chine, 48 156 MW en Inde et 12 315 MW en Australie. Les nouvelles installations se sont élevées à 88 323 MW, soit 75,5 % du marché mondial, dont 79 824 MW en Chine, 3 420 MW en Inde et 835 MW en Australie. La région détient 46 258 MW de parcs éoliens en mer, soit 55,6 % du total mondial, dont 41 813 MW en Chine, 3 037 MW à Taïwan et 875 MW au Vietnam ; 5 171 MW ont été installés en 2024, soit 64,6 % du marché mondial, dont 4 038 MW en Chine et 933 MW à Taïwan.
En 2023, la région Asie-Pacifique représente 50,9 % de la puissance éolienne installée mondiale, surtout pour 441 100 MW en Chine, 44 736 MW en Inde et 11 479 MW en Australie. Les nouvelles installations se sont élevées à 82 927 MW, soit 71,1 % du marché mondial, dont 75 660 MW en Chine, 2 806 MW en Inde et 942 MW en Australie. La région détient 41 088 MW de parcs éoliens en mer, soit 54,7 % du total mondial, dont 37 775 MW en Chine, 2 104 MW à Taïwan et 874 MW au Vietnam ; 7 091 MW ont été installés en 2023, soit 65,3 % du marché mondial, dont 6 333 MW en Chine et 692 MW à Taïwan.
En 2022, la région Asie-Pacifique représente 48,2 % de la puissance éolienne installée mondiale, dont 365 440 MW en Chine, 41 930 MW en Inde et 10 537 MW en Australie. Les nouvelles installations se sont élevées à 43 281 MW, soit 55,8 % du marché mondial, dont 37 631 MW en Chine, 1 847 MW en Inde et 1 412 MW en Australie. La région détient 34 006 MW de parcs éoliens en mer, soit 52,9 % du total mondial, dont 31 442 MW en Chine ; 6 311 MW ont été installés en 2022, soit 72 % du marché mondial, dont 5 052 MW en Chine et 1 175 MW à Taïwan.
En 2021, la puissance éolienne installée de la région représente 48,3 % du total mondial. Les nouvelles installations se sont élevées à 55 140 MW, soit 58,9 % du marché mondial, dont 47 570 MW en Chine, 2 717 MW au Vietnam, 1 459 MW en Inde et 1 746 MW en Australie. La région détient 28 980 MW de parcs éoliens en mer, soit 50,7 % du total mondial, dont 27 680 MW en Chine ; 17 788 MW ont été installés en 2021, soit 84 % du marché mondial, dont 16 900 MW en Chine.
En 2020, sa puissance éolienne installée représente 46,7 % du total mondial. Les nouvelles installations se sont élevées à 55 666 MW, soit 59,9 % du marché mondial, dont 52 000 MW en Chine, 1 119 MW en Inde et 1 097 MW en Australie. La région détient 10 414 MW de parcs éoliens en mer, soit 29,5 % du total mondial, dont 9 996 MW en Chine ; 3 120 MW ont été installés en 2020, dont 3 060 MW en Chine.
En 2019, les nouvelles installations se sont élevées à 30 612 MW, soit 51 % du marché mondial, dont 26 155 MW en Chine, 2 377 MW en Inde et 837 MW en Australie.
En 2018, cette puissance installée s'est accrue de 26 158 MW, soit 51,6 % du marché mondial, dont 21 855 MW en Chine, 2 191 MW en Inde et 549 MW en Australie.
Au cours de l'année 2017, cette puissance installée s'est accrue de 24 447 MW, soit +12 % et 46,5 % du total mondial des mises en service de l'année. La Chine à elle seule, avec ses 188 232 MW, représente 82,4 % du total installé en Asie fin 2017 et 79,8 % des installations de l'année. L'Inde suit loin derrière avec 32 848 MW (14,4 % du cumul et 17 % de l'accroissement).

### Afrique et Moyen Orient

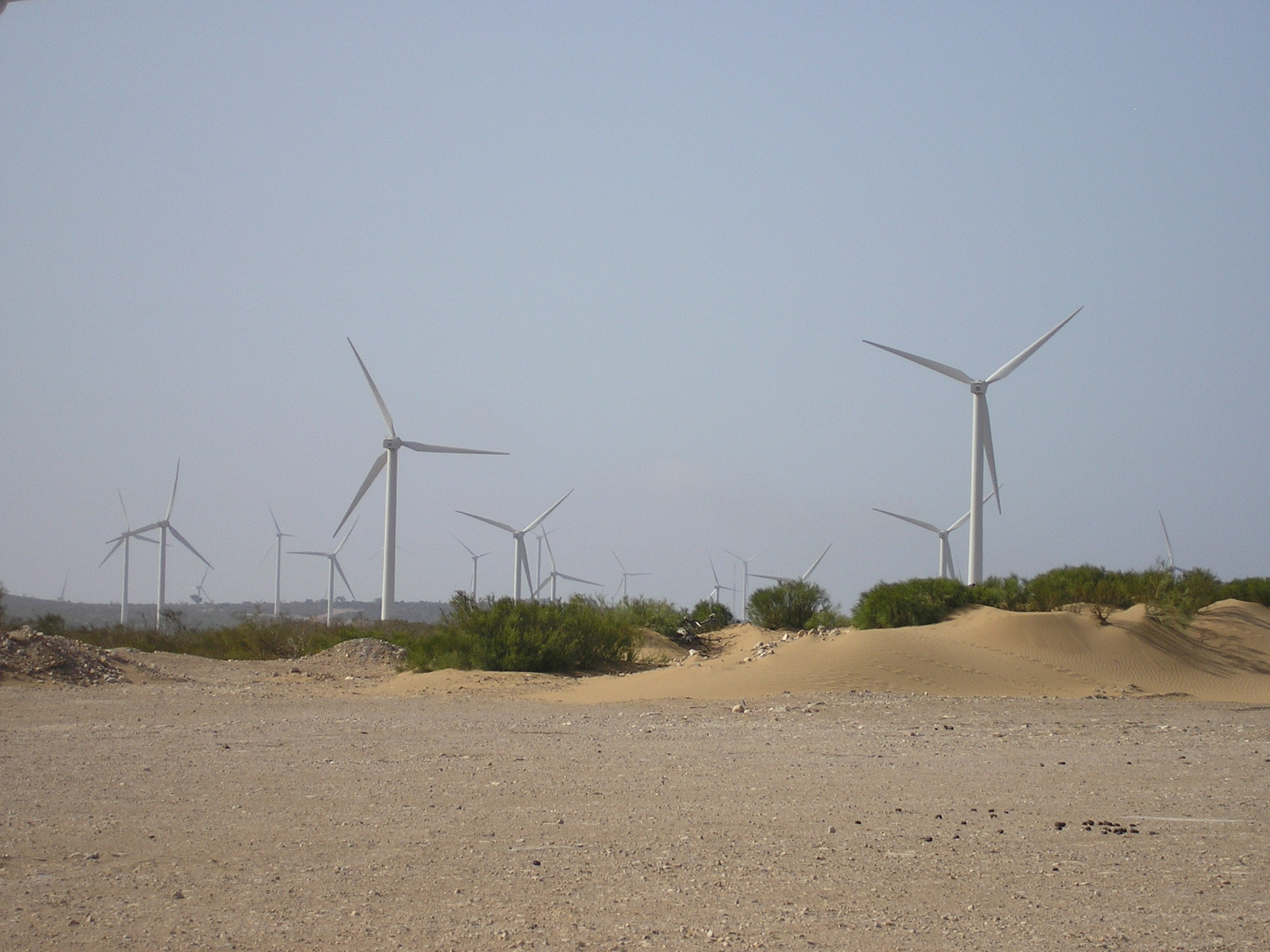
Parc éolien d'Amogdoul près d'Essaouira, au Maroc.

La puissance éolienne installée en Afrique et au Moyen Orient a progressé de 18,1 % en 2024, passant de 10 656 MW fin 2023 à 12 587 MW fin 2024, dont 3 511 MW en Afrique du Sud, 2 855 MW en Égypte, 2 368 MW au Maroc, 812 MW en Arabie saoudite et 425 MW au Kenya. Les nouvelles installations de 2024 ont été de 1 981 MW, dont 793 MW en Égypte, 520 MW au Maroc, 390 MW en Arabie saoudite et 69 MW  en Afrique du Sud.
En 2023, elle a progressé de 10,2 %. Les nouvelles installations de 2023 ont été de 987 MW, dont 360 MW en Égypte et 138 MW au Maroc.
En 2022, elle a progressé de 3,7 %. Les nouvelles installations de 2022 ont été de 349 MW, dont 276 MW au Maroc.
Elle a progressé de 24,8 % en 2021. Les nouvelles installations de 2021 ont été de 1 809 MW, dont 668 MW en Afrique du Sud, 237 MW en Égypte et 102 MW au Kenya.
Elle a progressé de 12,8 % en 2020, passant de 6 454 MW fin 2019 à 7 277 MW fin 2020, dont 2 465 MW en Afrique du Sud et 1 465 MW en Égypte. Les nouvelles installations de 2020 ont été de 823 MW, dont 515 MW en Afrique du Sud.
Cette puissance éolienne a progressé de 16,5 % en 2019. Les ajouts de 2019 ont été de 944 MW, dont 262 MW en Égypte.
La progression a été de 20 % en 2018. Les ajouts de 2018 ont été de 962 MW, dont 380 MW en Égypte et 310 MW au Kenya.
La puissance éolienne a progressé de 16 % en 2017 (12 % en 2016, 30 % en 2015, 58 % en 2014) ; plus de la moitié du bond en avant de 934 MW en 2014 s'est produit en Afrique du Sud : +560 MW et près d'un tiers au Maroc : +300 MW ; en 2015, l'Afrique du Sud a contribué pour 64 % à la progression du parc africain avec +483 MW, suivie par l'Éthiopie : +153 MW ; en 2016, la totalité des mises en service ont été effectuées en Afrique du Sud : +418 MW ; de même en 2017 : +621 MW.

## Avenir: projets et perspectives

### La technologie
La montée du prix des énergies fossiles a rendu les recherches dans le domaine de l'éolien plus attirantes pour les investisseurs.
La technologie actuellement la plus utilisée pour capter l'énergie éolienne utilise une hélice sur un axe horizontal. Certains prototypes utilisent un axe de rotation vertical : une nouvelle technologie à axe vertical est celle du Kite wind generator (inspirée du kitesurf) qui, pour capter un vent le plus fort possible, utilise des câbles et des ailes qui peuvent arriver à 800/1 000 m de hauteur.

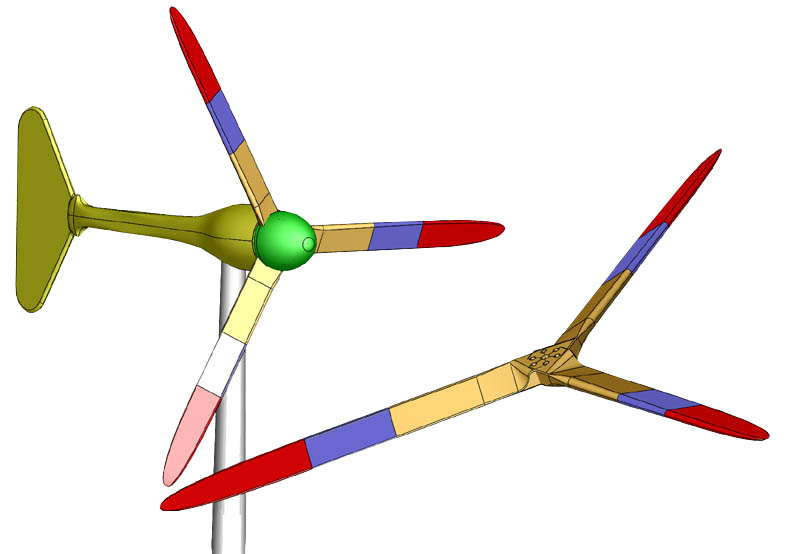
Schéma des pales d'une petite éolienne.

La technologie à axe horizontal présente certains inconvénients :
- l'encombrement spatial est important, il correspond à une sphère d'un diamètre égal à celui de l'hélice, reposant sur un cylindre de même diamètre. Un mât de hauteur importante est nécessaire pour capter un vent le plus fort possible ;
- le vent doit être le plus régulier possible et donc interdit des implantations en milieu urbain ou dans un relief très accidenté ;
- la vitesse de l'extrémité d'une pale croît rapidement avec sa taille, au risque de causer défauts de fonctionnement et bruits pour le voisinage. Dans la pratique, les pales des grandes éoliennes ne dépassent jamais une vitesse de l'ordre de 100 m/s à leur extrémité. En fait, plus l'éolienne est grande, moins le rotor tourne vite (moins de dix tours par minute pour les grandes éoliennes en mer).

Les nouvelles éoliennes en cours de développement visent à aboutir à une technologie qui s'affranchit du bruit, de l'encombrement et de la fragilité des éoliennes à pales, tout en étant capables d'utiliser le vent quelle que soit sa direction et sa force. De nombreuses variantes sont étudiées par des essais réels en grandeur nature. Certaines éoliennes sont de petite taille (3 à 8 m de large, 1 à 2 m de haut), avec pour objectif de pouvoir les installer sur les toitures terrasses des immeubles d'habitation dans les villes, ou sur les toitures des immeubles industriels et commerciaux, dans des gammes de puissances allant de quelques kilowatts à quelques dizaines de kilowatts de puissance moyenne. Leur vitesse de rotation est faible et indépendante de la vitesse du vent. Leur puissance varie avec le cube de la vitesse du vent (la vitesse du vent élevée à la puissance 3) : quand la vitesse du vent double, la puissance est multipliée par 8. La vitesse du vent peut varier de 5 km/h à plus de 200 km/h sans nécessiter la « mise en drapeau » des pales[réf. nécessaire].

#### Rendement des éoliennes
Les éoliennes sont caractérisées par leur rendement en fonction de la vitesse du vent. Les éoliennes actuelles présentent une courbe plafonnée et limitée à des vents de moins de 90 km/h.
L'Ademe a commandé un rapport à la société Climpact. Les résultats de ce rapport indiquent que sous l'effet du réchauffement climatique, les vents servant à la production éolienne d'énergie devraient diminuer de près de 10 % d'ici à 2100.

### Éolien en mer
L'installation de fermes éoliennes en mer est l'une des voies de développement de cette filière : elle minimise les nuisances visuelles et de voisinage et le facteur de charge est meilleur grâce à un vent plus fort et plus constant qu'à terre. Un site en Mer du Nord a montré par exemple un fonctionnement sur 96 % du temps, permettant un facteur de charge moyen de 0,37. Cette solution permet le développement technique progressif d'éoliennes de très grande puissance.
Ainsi, la production d'électricité éolienne en mer est plus importante qu'à terre à puissance nominale équivalente. On donne couramment comme moyenne 2 500 MWh par mégawatt installé en mer au lieu de 2 000 MWh par mégawatt installé à terre. Dans les zones maritimes géographiquement très favorables à l'éolien, les estimations des études indiquent le potentiel de cas extrêmes de 3 800 MWh par MW installé. Mais le coût d'investissement demeure en moyenne 20 % plus élevé que pour les éoliennes dites « classiques ».
Diverses solutions sont envisagées pour diminuer le coût du kilowatt-heure produit. Parmi les solutions étudiées, on peut noter :
- la construction d'éoliennes de plus grande puissance, produisant de 5 à 10 MW par unité ;
- la mise au point de systèmes flottants, ancrés, permettant de s'affranchir des coûts des pylônes de fondation à grande profondeur.

Les projets des futures éoliennes en mer, à l'horizon 2010, visent une puissance de 10 MW unitaire, avec un diamètre de pales de 160 mètres.
Les premiers parcs éoliens en mer ont été construits à moins de 35 m de profondeur et de 40 km des côtes ; les nouveaux projets s'éloignent de plus en plus (jusqu'à 100 km) et s'aventurent en eau profonde (jusqu'à 50 m) ; les projets en eau profonde sont surtout nombreux au Japon (neuf projets), en France (cinq projets), en Espagne (cinq), en Norvège (quatre) et aux États-Unis (quatre).
Une option permettant de réduire le coût d'investissement au kilowatt installé pourrait être à terme de coupler sur le même pylône une éolienne en mer et une ou plusieurs hydroliennes.
En France, la Compagnie du vent a annoncé en novembre 2006 son projet de parc des Deux Côtes, un ensemble de 141 éoliennes totalisant 705 MW, à 14 km au large de la Seine-Maritime et de la Somme. En Angleterre, le consortium London Array a un projet à 20 km de l'embouchure de la Tamise, qui représenterait 271 turbines pour une puissance allant jusqu'à 1 000 MW. Avec le projet additionnel de Thanet, c'est maintenant 1 800 MW qui devraient être installés dans l'estuaire de la Tamise. Le projet britannique de Triston Knol fera quant à lui 1 200 MW.
La compagnie norvégienne Norsk Hydro, spécialisée dans l'exploitation pétrolière et gazière en mer, développe un concept issu des plateformes pétrolières flottantes. Le principe est de monter l'éolienne sur un caisson flottant en béton (ancré au moyen de câbles, par 200 à 700 m de fond). Ce projet rendrait caduques les limites de profondeur et permettrait d'installer des champs géants (jusqu'à 1 GW de puissance installée) loin des côtes. Il permettrait par ailleurs de réduire le prix des champs éoliens en mer, en évitant la construction de coûteuses fondations sous-marines et de réduire les émissions de gaz à effet de serre dues à la mise en place des fondations.

### Éolien urbain

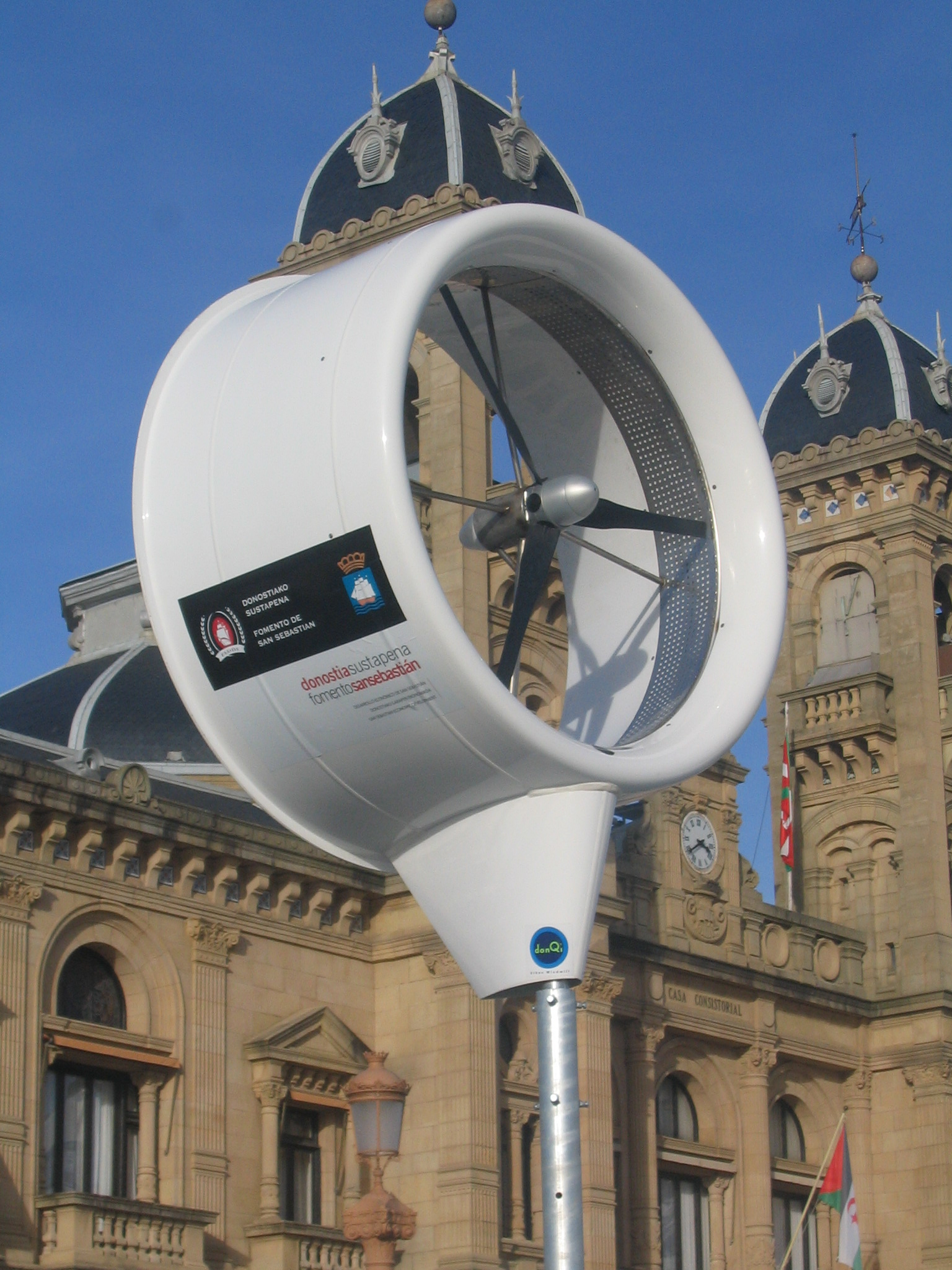
Éolienne urbaine de deux mètres de diamètre, puissance 1.75 kW à 14 m/s, à Saint-Sébastien (Espagne), 2010.

L'éolien urbain est un concept consistant à installer et exploiter des éoliennes en milieu urbain. L'éolien urbain recherche des turbines éoliennes compactes capables de proposer une production d'électricité décentralisée, qui s'affranchirait du transport et des pertes générées.
De nombreux progrès ont été effectués dans la conception des éoliennes urbaines, de nombreuses innovations ont vu le jour, et le nombre d'installations d'éoliennes en ville est en très forte hausse. La caractéristique la plus importante pour une éolienne urbaine, est l'absence d'obligation de son orientation par rapport à la direction du vent. En effet, en ville les vents sont très perturbés par l'environnement (bâtiments…), il est donc nécessaire que l'éolienne n'ait pas constamment à chercher la direction du vent, sans quoi sa production est grandement diminuée. L'installation d'éoliennes à axe vertical semble pour le moment être la solution la plus adaptée au milieu urbain.
Les concepteurs ont également mis au point des prototypes sur lesquels il n'y a plus de pales comme celles d'une hélice d'avion, mais un rotor fixé à ses deux extrémités, équipé de lames pour procurer un couple constant quelle que soit leur position par rapport à l'axe du vent. Dans certains projets un stator extérieur est ajouté au rotor, élément fixe destiné à dévier la course du vent afin d'optimiser le rendement de l'ensemble. La conception mécanique des turbines éoliennes les rend résistantes aux vents violents et les affranchit de l'arrêt nécessaire quand le vent dépasse la vitesse de 90 km/h. Leur production est quasiment proportionnelle à la vitesse du vent jusqu'à plus de 200 km/h, sans palier limitant comme sur les éoliennes classiques. Certaines éoliennes intègrent enfin la sustentation magnétique afin de réduire les frottements et ainsi d'augmenter le rendement de l'aérogénératrice.

### Projection des productions électriques mondiales éoliennes
La directive européenne 2009/28/CE sur l'énergie renouvelable de 2009, composante du Paquet climat-énergie, demande aux 27 États membres de lui présenter leur Plan d'Action National Énergie Renouvelable (NREAP) ; les 27 plans ont été soumis à la Commission européenne le 4 janvier 2011. L'addition des objectifs de ces plans pour l'éolien donne un total de 213 GW de puissance installée en 2020, produisant 495 TWh, soit 14 % de la demande d'électricité totale.
La Commission européenne a également établi son propre scénario de référence, qui prévoit 222 GW de puissance installée en 2020, produisant 525 TWh, soit 14,2 % de la demande d'électricité totale.
Les projections de l'EWEA annoncent pour 2020 dans l'Union européenne :
- scénario de base : puissance installée de 230 GW, production de 581 TWh, soit 15,7 % de la demande d'électricité totale, dont 4 % en mer ;
- scénario haut : puissance installée de 265 GW, production de 682 TWh, soit 18,4 % de la demande d'électricité totale (en mer : 4,2 %).

Pour 2030, l'EWEA prévoit 400 GW d'éoliennes (250 GW à terre et 150 GW en mer) produisant 1 154 TWh, dont 591,3 TWh à terre et 562,4 TWh en mer ; la part de l'éolien dans la production d'électricité atteindrait alors 28,5 %.
Le Global Wind Energy Council (GWEC), dans une étude de 2012, prévoyait trois scénarios, « référence (IEA new policies) », « modéré » et « avancé », prévoyant une production mondiale en 2020 respectivement de 1 439 TWh, 1 863 TWh et 2 821 TWh, et en 2030 de 2 412 TWh, 4 251 TWh et 6 678 TWh ; pour l'Europe (OCDE), il prévoit 211 à 263 GW en 2020 et 288 à 397 GW en 2030.

### Formation et emploi
L'offre de formation technique, souvent anglophone, s'étend avec le développement de la filière (10 000 emplois attendus, environ, en France si l'éolien continue à se développer, notamment en mer). L'éolien en mer nécessite des compétences particulières, dont en matière de sécurité, gestion du risque de corrosion, anticipation des contraintes de météo, travail en immersion, risques liés aux munitions immergées, etc.

## Effets sur l'environnement

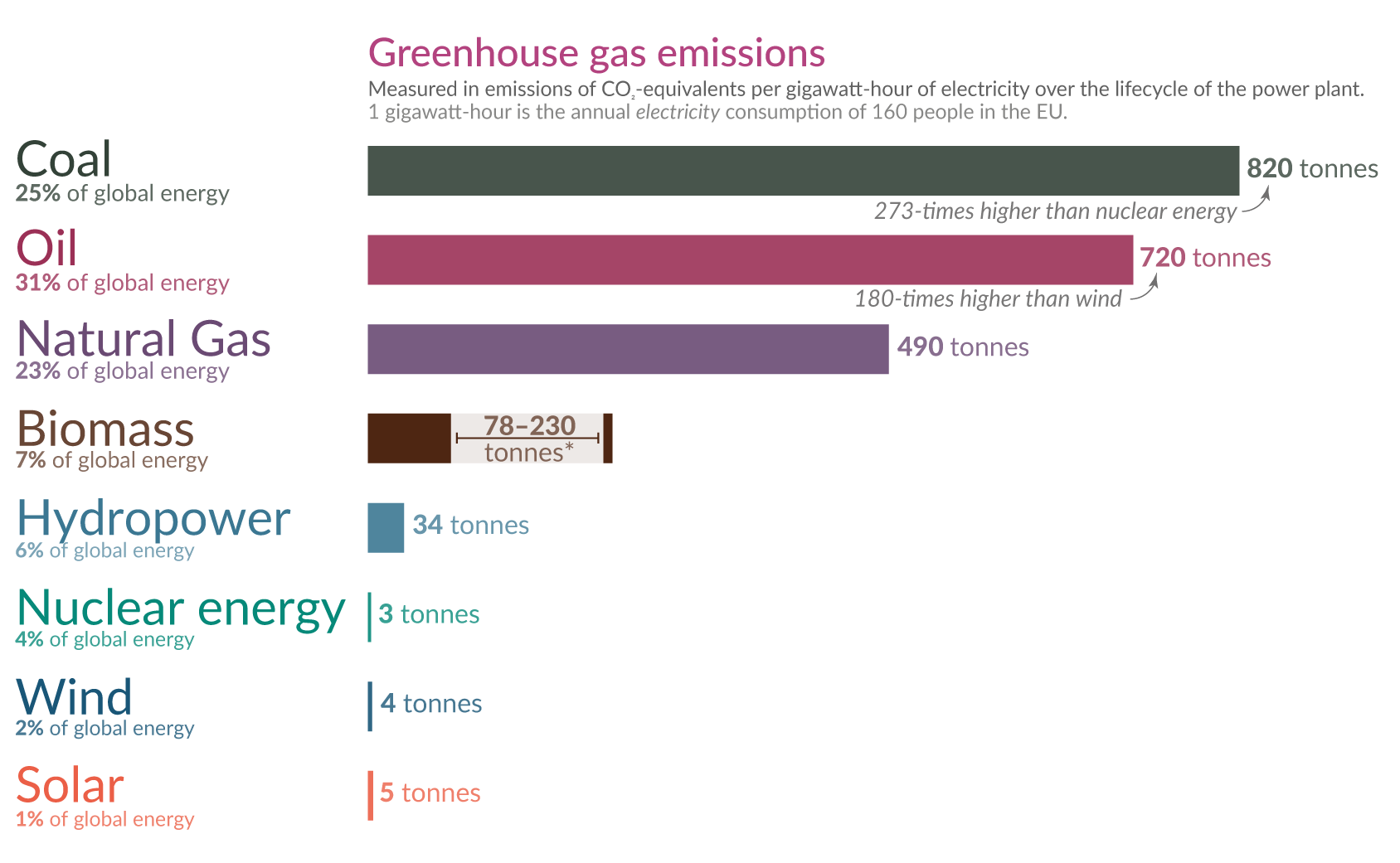
Émissions de gaz à effet de serre par source d'énergie. L'énergie éolienne est l'une des sources d'énergie les moins émissives. Source : Our World in Data

### Bilan environnemental global
Une étude multicritère publiée en 2008 dans la revue Energy & Environmental Science considère l'éolien comme la filière ayant le meilleur bilan environnemental global pour alimenter un parc de véhicules électriques ou à hydrogène. Une éolienne ne consomme pas d'eau douce (l'accès à l'eau douce est un problème de premier plan à l'échelle mondiale), ne nécessite pas de pesticides, n'induit pas de pollution thermique. Elle a une empreinte surfacique très faible (la présence d'une éolienne est compatible avec les activités agricoles) et un impact sur la biodiversité réduit. Elle est, de plus, disponible presque partout, de manière décentralisée. C'est une énergie propre qui ne produit directement ni dioxyde de carbone, ni dioxyde de soufre, ni fines particules, ni déchets radioactifs à vie longue, ou n'importe quel autre type de pollution de l'air ou de l'eau sur son site de fonctionnement.
En raison de l'intermittence de sa production, l'éolien entraînerait davantage de rejets de gaz à effet de serre que le nucléaire et le gaz car elle nécessite de faire appel à d'autres sources d'énergie comme le charbon et le gaz quand le vent est trop faible ou trop violent,.

### Éléments polluants contenus dans l'alternateur
La production d'électricité par conversion de l'énergie éolienne, hydraulique, nucléaire ou thermique nécessite des alternateurs renfermant des aimants de forte puissance. En 2010, 5 % de ceux-ci sont de type aimant permanent et contiennent jusqu'à 2 700 kg de néodyme par éolienne, une proportion appelée à atteindre 15 à 25 % du parc éolien en 2015. Cette proportion pourrait encore augmenter avec le développement des éoliennes en mer, qui ne peuvent actuellement pas se passer d'aimants permanents.
Or, le néodyme, métal appartenant au groupe des terres rares, implique des procédés d'extraction et surtout de raffinage très polluants. Des fabricants, comme Enercon, ont renoncé au néodyme au profit des électroaimants, et des recherches sont en cours pour fabriquer des aimants sans néodyme ni autres terres rares.

### Impact sonore
En 2006, puis 2017, un groupe de travail de l'Académie nationale de médecine sur les éoliennes concluait qu'en matière de pollution sonore, :
- la production d'infrasons par les éoliennes est, à leur voisinage immédiat, sans danger pour l'homme ;
- il n'y a pas de risques avérés de stimulation visuelle stroboscopique par la rotation des pales des éoliennes ;
- la réglementation relative à l'impact sur la santé du bruit induit était, à cette date, insuffisante, ce qui a été corrigé depuis, l'étude d'impact prévoyant maintenant une cartographie des nuisances sonores et des mesures individuelles chez les habitants les plus proches, la distance minimale des habitations étant maintenant de 500 m.

Concernant la distance de 1 500 m, le groupe de travail demandait, à titre conservatoire et en attendant la conclusion des études demandées, que soit suspendue la construction des éoliennes d'une puissance supérieure à 2,5 MW alors qu'il n'existait, à cette date, aucune éolienne terrestre d'une telle puissance en France. Ce rapport applique plus un principe de précaution sans fondement scientifique, car le bruit d'une éolienne n'est pas lié à sa puissance nominale. C'est pourquoi des expertises acoustiques sont systématiquement réalisées dans le cadre d'une étude d'impact environnementale.
Les machines de dernière génération ont fait des progrès importants sur le plan des nuisances sonores et elles peuvent être programmées, dans des circonstances particulières de force et orientation du vent, pour réduire l'impact sur une zone d'habitation proche.
Une éolienne produit un bruit de 55 dBA au pied de sa tour, ce qui correspond à l'ambiance sonore d'un bureau. Ce niveau sonore est en général considéré comme acceptable. La réglementation française ne se base pas sur le bruit intrinsèque mais sur la notion d'émergence sonore, c'est-à-dire la différence entre le niveau sonore ambiant et celui-ci plus celui des éoliennes. Il s'agit de rester en deçà de 5 dBA le jour et 3 dBA la nuit, ce quelle que soit la vitesse du vent. Une nouvelle réglementation vient renforcer ce critère, en introduisant la notion d'émergence spectrale, avec des niveaux d'émergence à respecter par fréquence (7 dB entre 125 et 250 Hz, 5 dB entre 500 et 4 000 Hz). Cela en fait une des réglementations les plus strictes en Europe.
Le 28 novembre 2009, Le Monde consacre un dossier aux « maudits du vent », qui vivent à proximité des éoliennes et souffrent de « stress, nausées, insomnies, vertiges, irascibilité, dépression… ». Le journal indique que « les témoignages s'accumulent de façon troublante ».
Les études scientifiques sur les effets néfastes des éoliennes en mer sont récentes. Les parcs interfèrent avec deux activités économiques importantes : la marine marchande et la pêche.
En mer, les impacts sonores sont les plus problématiques. Ils se produisent dès la phase de chantier de construction et leurs intensités sonores les plus puissantes se sont atteintes lors des explosions (plus de 290 dB), des forages (190 dB) et des battages pour enfoncer les pieux de fondations(200 à 270 dB), provoquant la désertion de nombreuses espèces mobiles à une distance qui peut atteindre 50 km. L'effet est également important sur la flore et la faune non mobile (stress, croissance réduite voire mortalité élevée pour certaines espèces), ce qui contribue à perturber la biodiversité, même pour les espèces affectées moins directement par les nuisances sonores. La perturbation sonore se poursuit pendant toute la durée du fonctionnement des éoliennes avec des intensité sonores de l'ordre de 150 dB (permanente et 100 fois plus intense que le bruit de courte durée d'un petit navire de pêche de l'ordre de 125 dB, les données sur les intensités sonores sont au timecode 127 (2 min 27 s))

### Impact des infrasons
Plusieurs publications rapportent les effets néfastes sur la santé des basses fréquences et infrasons générés par les parcs éoliens. Les symptômes le plus souvent évoqués sont nausées, tachycardie, acouphènes, difficultés d'endormissement et de concentration. Les très basses fréquences et les infrasons ne sont actuellement pas pris en compte en France dans les études d'impact préliminaires à l'installation d'un parc éolien. L'ANSES a ainsi été saisie afin d'en étudier les effets.

### Impact visuel

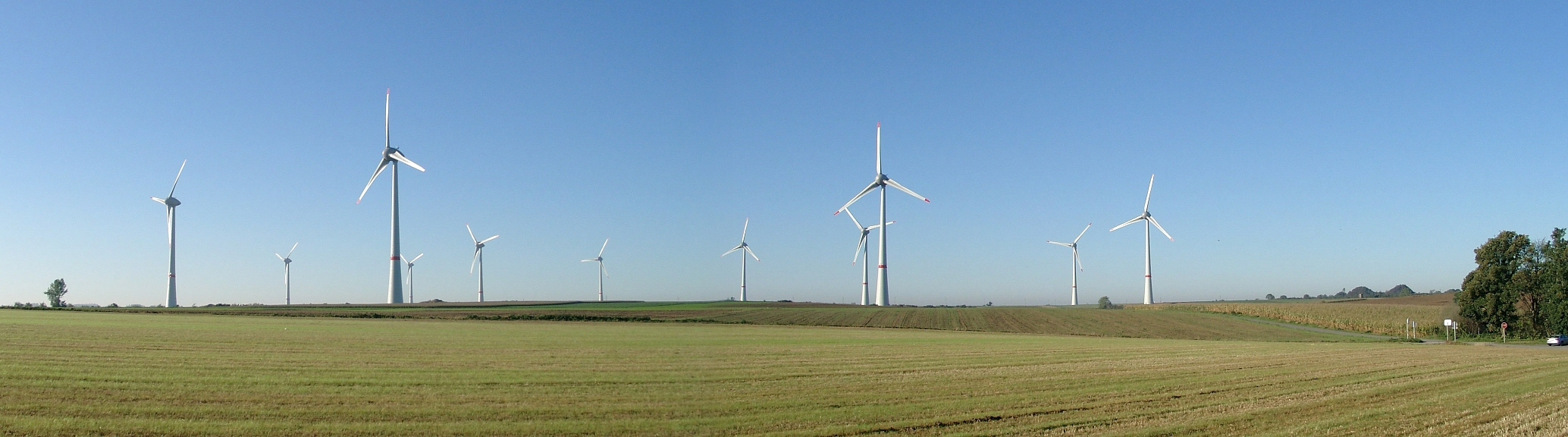
Impact visuel. Pour réduire l'impact et augmenter la production, le choix s'est ici porté sur 11 turbines E-126 de 7.5 MW à rotation très lente au lieu de 23 turbines de 2 MW à rotation plus rapide sur la même surface de 4,5 km2 (Estinnes, Belgique).

Les études d'impact des projets éoliens contiennent une étude paysagère et patrimoniale. En effet, les aéroturbines de dernière génération sont des structures de grande dimension et pour partie mobiles, qui modifient le paysage, d'où l'intérêt d'identifier leurs impacts engendrés sur le paysage aux différentes échelles de perception. Les études d'impact paysager appréhendent de nombreux éléments d'analyse paysagère : rapports d'échelle entre les éoliennes et le relief, motifs paysagers ou proximité de constructions (effets négatifs provoqués par les ruptures d'échelle des éoliennes : effet de dominance, effet de surplomb et effet d'écrasement ; effet positif d'élévation lorsque les rapports d'échelle sont équilibrés), présence ou non de filtres, écrans ou masques visuels (relief, couvert végétal, boisements, bâti…), couleur des éoliennes définie en termes de quantités colorimétriques et de facteur de luminance, types d'implantation, inter-visibilité  ou co-visibilité (vision simultanée de deux parcs éoliens ou vision simultanée d'un élément d'intérêt patrimonial ou paysager et d'un parc éolien) pouvant occasionner un effet de concurrence ou de télescopage visuel,,…
Les représentations sociales du paysage sont l'objet central des controverses chez les riverains confrontés à l'installation d'infrastructures éoliennes dans leur environnement proche. Ces controverses soulignent deux lignes de front en Europe de l'Ouest. Une première ligne de front est économique, « qui met en compétition les emplois créés par l'industrie éolienne avec les emplois des industries touristiques qu'elle menace – qu'il s'agisse de tourisme de mémoire dans le cas des sites historiques à protéger ou de tourisme vert dans le cas des sites naturels à protéger. D'autre part, la protection des paysages naturels donne lieu à une ligne de front écologique, qui met en compétition les services écologiques que rendent les éoliennes avec ceux que rendent les écosystèmes matérialisés par les paysages naturels qu'elles menacent ».

### Impact sur les oiseaux

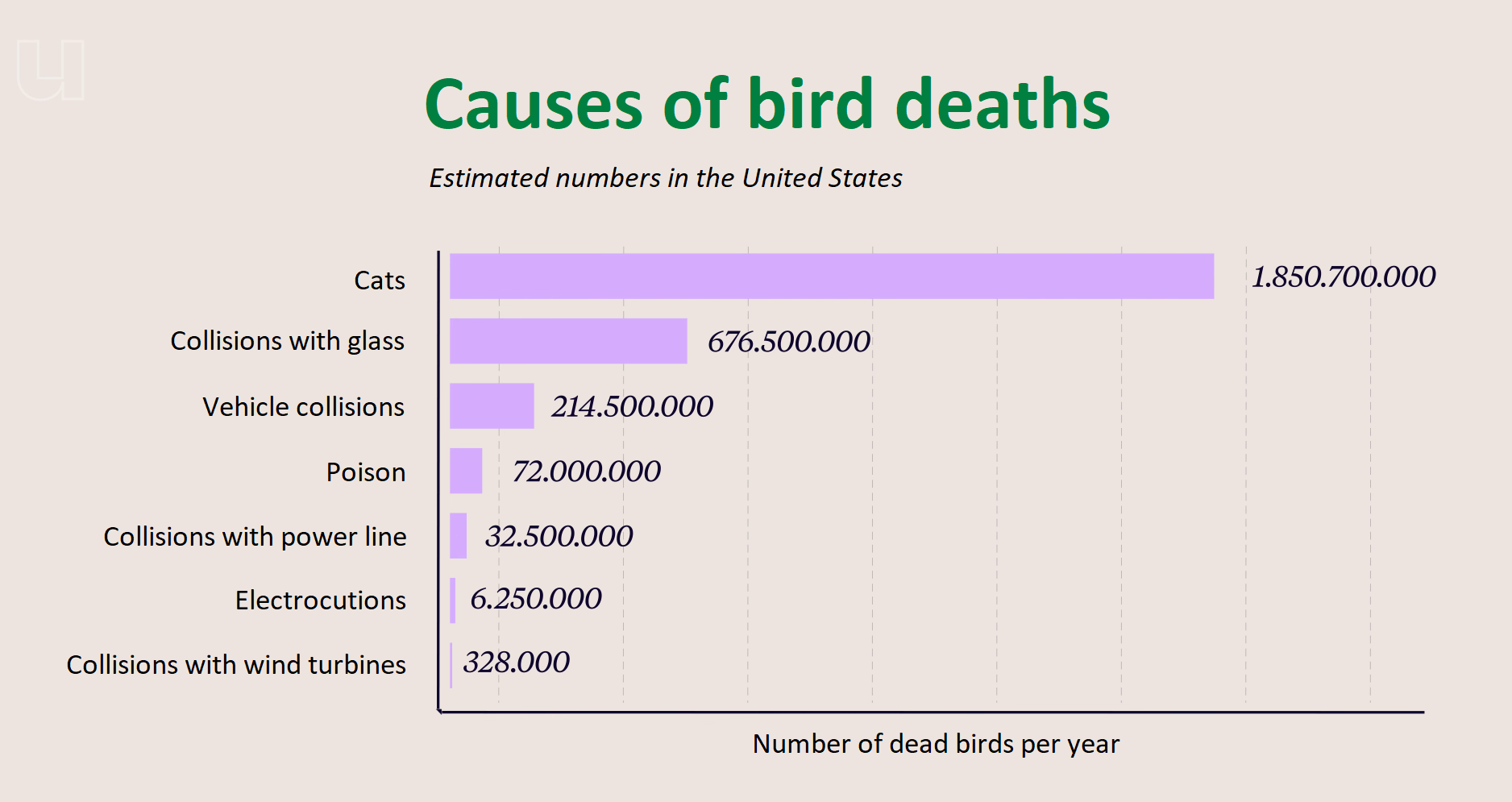
Les collisions avec les éoliennes sont une source mineure de mortalité des oiseaux par rapport à d'autres causes humaines.
Traduction : causes de morts d'oiseaux annuelles estimées aux États-Unis ; chats, collisions avec des vitres, collisions avec des véhicules, poison, collisions avec des lignes électriques, électrocutions, collisions avec des éoliennes.

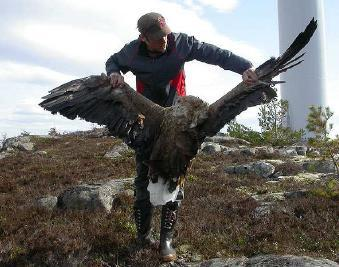
Découverte au sol du cadavre d'un aigle au pied d'une éolienne.

Plusieurs études sur les éoliennes montrent que le nombre d'oiseaux qu'elles tuent est globalement négligeable par rapport au nombre qui meurt en raison d'autres activités humaines (chasse, lignes électriques, automobiles, etc.),, ou du fait d'autres menaces, comme les chats. Selon le chercheur Kévin Barré, « elles sont juste plus récentes dans le paysage. Nous y sommes moins habitués. C'est plus facile de les critiquer. ». Les études de suivi annuel de la mortalité aviaire sur un parc éolien, dans une zone définie autour des éoliennes, dans le cadre des études d'impact pré- et post-implantation, permettent d'approfondir les connaissances sur les facteurs d'impact et de mettre en évidence, grâce à des travaux de compilation, les espèces les plus sensibles au risque de collisions éoliennes. Soumises à de multiples biais d'estimation (détection et persistance des carcasses), ces suivis de mortalité de la faune volante sont susceptibles de provoquer une sous-évaluation,.
Selon la Ligue pour la protection des oiseaux (LPO), aux exceptions documentées du vanneau huppé, du chevalier gambette et de la barge à queue noire, de nombreuses espèces semblent pouvoir utiliser l'espace proche des parcs éoliens pour nicher. Une étude de la LPO évalue en 2015 la mortalité moyenne des parcs éoliens français à environ 7 oiseaux par éoliennes et par an ; elle compare cette estimation à celles d'études sur les éoliennes canadiennes (environ 6 par an), américaines (3 à 7 par an) et espagnoles (56 par an) ; elle souligne que « 81 % des cadavres retrouvés appartiennent à des espèces protégées ou présentant une préoccupation majeure quant à leur état de conservation ».
D'autres études sur les éoliennes montrent qu'elles peuvent avoir un impact significatif sur l'avifaune : perte d'habitat, dérangement en phase de travaux, effet barrière.
Si elle n'est pas, a priori, opposée à l'énergie éolienne, l'association France Nature Environnement demande une meilleure prise en compte des risques auxquels les oiseaux sont exposés.
Les éoliennes font fuir les oiseaux prédateurs (aigles, faucons, martins-chasseurs…). Elles bouleversent en conséquence la chaîne alimentaire. Par exemple, les lézards sont en surpopulation dans ces zones. Selon Maria Thaker, chercheuse en biologie, plusieurs études montrent que les parcs éoliens modifient les écosystèmes.
Des chercheurs norvégiens proposent en 2020 une solution pour limiter les impacts directs des éoliennes sur les oiseaux. En peignant une des trois pales en noir, ils auraient fait chuter de 70 % la mortalité des pygargues à queue blanche. Selon les auteurs, l'alternance de blanc et de noir dans la rotation rend les éoliennes plus visibles pour les rapaces. Cependant, le dispositif serait beaucoup moins efficace pour lutter contre la mort des petits passereaux. De plus, le fait de peindre les éoliennes est inefficace la nuit et ne résouts pas les problèmes indirects qui pèsent sur les espèces, tels que la perte d'habitat, le stress et la diminution du succès reproducteur.
En 2021, la Bird Conservancy, une association d’ornithologie américaine parmi les plus grandes au monde, estime qu'un million d'oiseaux, a minima, sont tués par des éoliennes aux États-Unis chaque année, les chiffres les plus précis datant de 2012. En France, 60 000 oiseaux seraient tués annuellement à cause des éoliennes.
En Jordanie, des observateurs sont chargés de mettre à l'arrêt des éoliennes en cas de passage d'oiseaux.
En 2022, l'entreprise américaine ESI Energy a plaidé coupable pour la mort de 150 aigles royaux et de pygargues à tête blanche percutés par les pales de ses éoliennes. Elle est condamnée à payer huit millions de dollars pour ces morts documentées dans des installations particulières du Wyoming et du Nouveau-Mexique, où elle n’a pas demandé les permis nécessaires. Elle est également soumise à cinq ans de probation, période au cours de laquelle elle doit mettre en place un plan de gestion des aigles.
Selon la Ligue de protection des oiseaux, le roitelet à triple bandeau est l’oiseau que l’on retrouve le plus fréquemment mort au pied des éoliennes en France. Les deux autres sont le martinet noir et le faucon crécerelle.

### Impact sur les chauves-souris

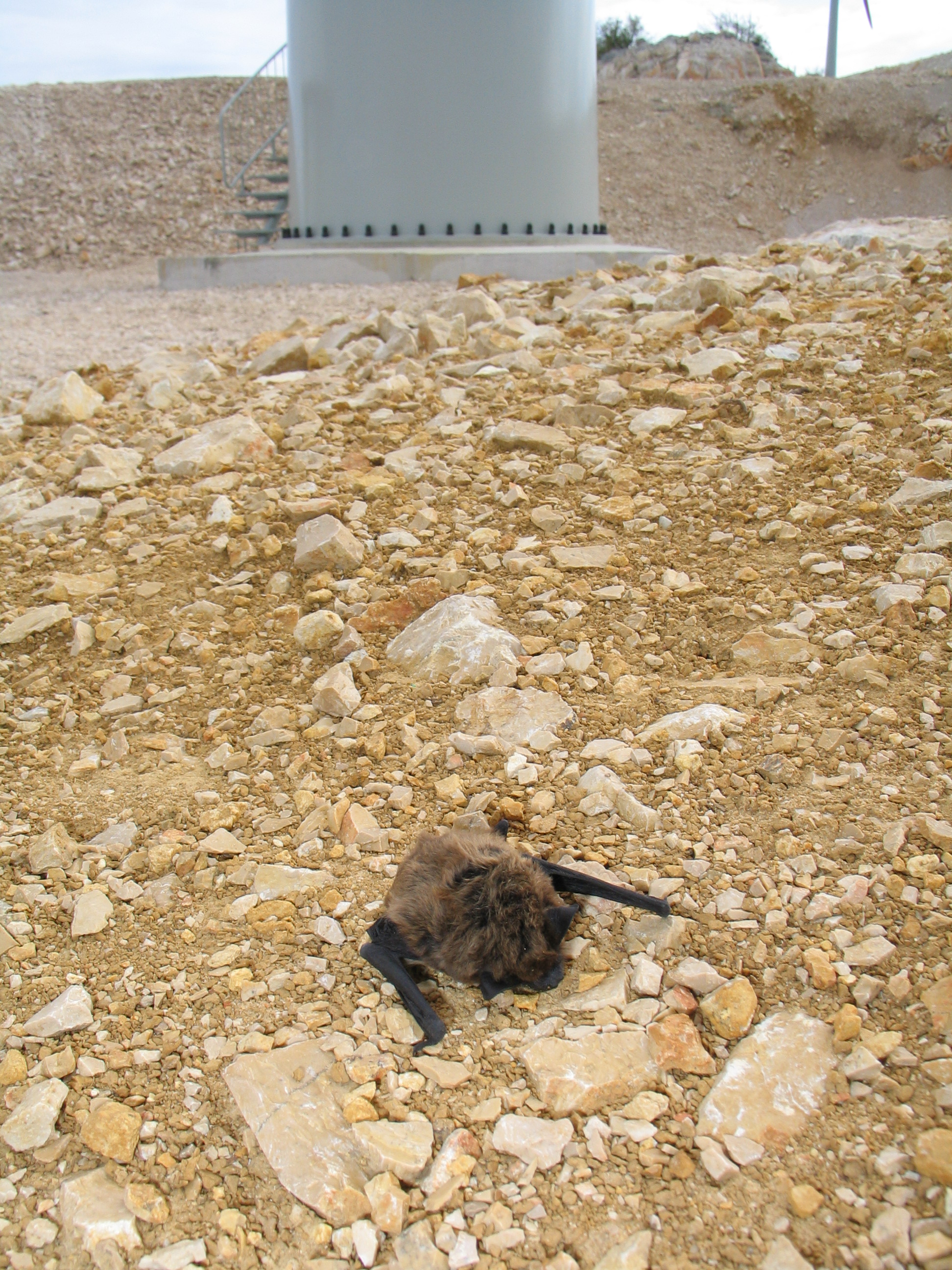
Vespère de Savi trouvée morte au pied d'un mât, fauchée par la pale d'une éolienne (effet hachoir).

Plusieurs risques éoliens sur les chauves-souris sont identifiés en fonction du type d'occupation et d'utilisation du sol, des comportements de vol, des différentes espèces de chiroptères, mais aussi selon les caractéristiques des éoliennes (garde au sol, distances aux lisières/haies),.
Le risque est particulièrement élevé pour les plus grandes installations : la mortalité des chauves-souris augmente de façon exponentielle en fonction de la hauteur de la tour, selon une étude de 2007, alors que les mortalités d'oiseaux restent stables. En effet, outre le risque de collision directe, les chauve-souris sont sensibles aux barotraumatismes provoqués par la rotation des pales,. Le taux de mortalité des chauve-souris par barotraumatisme ou collision est évalué entre 0 et 69 individus par éolienne et par an.
Les espèces de haut-vol, qui se déplacent au niveau des pales des aérogénérateurs vers 100 m de haut, sont menacées de disparition. La quasi-totalité des espèces de chauves-souris risquent d'être concernées par les collisions, à la suite de la construction d'éoliennes plus basses (30, voire 10 m de hauteur). Au-delà d'un seuil de mortalité des chauve-souris, le phénomène serait quasi irréversible,. Ainsi, le développement de l’éolien pourrait conduire à l’extinction de la Chauve-souris cendrée, une espèce migratrice nord-américaine.
L'impact des parcs éoliens sur les chiroptères conduit à l'élaboration de guides de lignes directrices pour de meilleures pratiques et la prise en compte des chauves-souris dans les projets éoliens. Il pousse aussi à tester de nouvelles mesures de réduction de mortalité des chauves-souris. Plusieurs réponses sont proposées : mise en place d'effaroucheurs à chauves-souris dans l'entourage des éoliennes (brouilleurs ou répulsifs à ultrasons, infrasons, sons audibles, signaux radars), dispositifs dont l'intérêt reste à démontrer (efficacité relative selon la distance, les conditions météorologiques, les espèces…) ; mise en place de zones d'exclusions imposées à l'éolien (massifs forestiers, couloirs migratoires, zones de présence importantes de colonies…) ; interdiction des modèles d’éoliennes à faible garde au sol (inférieure à 30 m) ; définition de plans de bridage spécifiques à chaque site (dans des plages horaires nocturnes, sur les périodes migratoires), consistant à stopper les éoliennes lors des faibles vents (bridage statique avec arrêt prédéfini, ou bridage dynamique par détection-réaction grâce à des caméras ou radars qui décèlent l'activité des chauves-souris de haut vol).
Chaque année, environ 250 000 cadavres de chauves-souris sont recensés au pied des éoliennes en Allemagne.

### Impact sur le réchauffement des sols
Les éoliennes contribueraient localement au réchauffement de la surface de la Terre. Alimenter l'ensemble des États-Unis en énergie au moyen d'éoliennes élèverait la température au sol de 0,24 °C. L'augmentation de température serait plus sensible pendant la nuit,.

### Impact sur la propagation des ondes
Les éoliennes ont été accusées d'interférence potentielle avec les radars militaires dans le cadre de la détection d'un aéronef volant à basse altitude ou pour les radars météorologiques pour la détection des précipitations. En effet, les éoliennes constituent un obstacle à la propagation de l'onde. Selon la proximité et la densité du parc d'éoliennes, ceci peut constituer un blocage majeur à basse altitude donnant une zone d'ombre dans les données. De plus, comme les pales sont en rotation, le radar note leur vitesse de déplacement et le traitement des données par filtrage Doppler ne peut les différencier d'une cible en mouvement.

### Encombrement au sol
Afin de satisfaire la consommation électrique française de 2011, une superficie d'environ 28 500 km2 serait nécessaire pour un parc composé d'éoliennes de 2 MW.

### Artificialisation des sols
Selon le site decrypterlenergie.org de l'association Négawatt, le socle en béton d'une éolienne de 2 MW nécessite une excavation de près d’une vingtaine de mètres de diamètre et d’une profondeur de 3 mètres ; le socle représente une masse de béton d’environ 600 tonnes armée de 25 tonnes d’acier. Pour les éoliennes plus récentes de 3 MW, la masse de béton atteint 800 tonnes, armée de 40 tonnes d’acier. Le dimensionnement des fondations dépend surtout de la prise au vent et du diamètre du rotor. La filière éolienne devrait, selon le rythme prévu par la Programmation pluriannuelle de l'énergie (PPE), consommer environ 250 000 m3 de béton par an, soit 0,7 % de la production nationale de béton. Négawatt estime à 1,5 % la part des éoliennes dans l'artificialisation des terres (310 ha par an sur 14 500 ha par an). Les fondations des éoliennes de première génération ne sont pas réutilisables pour de nouvelles machines, car elles n’ont pas été conçues pour de tels réemplois et il est très délicat d’évaluer leur fatigue après une vingtaine d’années d’exploitation ; d’autre part, le gabarit des machines a significativement augmenté en une quinzaine d’années et les anciennes fondations seraient insuffisantes pour résister aux charges mécaniques d’éoliennes deux à trois fois plus puissantes ; enfin, les espaces entre les machines augmentant avec les nouvelles éoliennes, les emplacements des anciennes fondations ne concordent pas avec les besoins des nouvelles.

### Démantèlement
La durée de vie d'un parc éolien est estimée à vingt ans cependant les pales d'éoliennes sont remplacées tous les 8 à 12 ans[Information douteuse],. La réglementation française précise, à l'article L515-46 du Code de l'environnement, que l'exploitant d'une éolienne est responsable de son démantèlement et de la remise en état du site à la fin de l'exploitation.
Le démantèlement d'une installation doit comprendre :
- le démontage de l'éolienne ;
- le démontage des équipements annexes ;
- l'arasement des fondations ;
- le démontage ou la réutilisation du réseau local ou réseau inter-éoliennes (le réseau reliant le poste de livraison au poste de raccordement restant la propriété du Réseau de transport d'électricité).

#### Éolienne
Constituée de béton, d'acier et de matériau composite (à base de fibres de verre et de carbone mélangées à de la résine), une éolienne est démontable en fin de vie et recyclable à environ 90 % de son poids. Les 10 % restants concernent principalement les pales, dont les matériaux composites posent problème. En effet, ceux-ci peuvent être soit recyclés en matériaux de remblais, soit difficilement incinérés, car ils dégagent de fines particules,, soit enfouis en décharge. Certaines entreprises se spécialisent dans ce recyclage et dans le traitement complexe des pales (dont le matériau composite est proche de celui des coques de bateaux de plaisance).
La filiale Remondis Olpe du groupe allemand Remondis (de) découpe ainsi les grandes pales in situ en fragments, puis les emporte vers une usine de traitement (trois sont construites en Rhénanie-du-Nord-Westphalie). Les métaux qui peuvent l'être sont recyclés et les composites sont broyés et revendus comme combustible de cimenterie, la silice de la fibre de verre apportant en outre un ingrédient utile au ciment. Les composants électriques et électroniques sont recyclés par une filière spécialisée. Ainsi, au premier semestre 2015, 158 turbines d'éoliennes ont été démantelées en Allemagne et le marché de moyen terme est saturé (24 800 éoliennes sont actives en Allemagne).
Une solution de recyclage, développée en 2020 par la start-up Reciclalia, consiste à broyer les pales sur site, puis à en séparer les composants dans un réacteur. Les fibres de verre, celles de carbone et la résine recyclées sont alors revendues aux filières de l’énergie, des transports, de la construction,,.
Un autre procédé consiste à séparer les constituants du matériau composite de certaines pales d'éoliennes dans un bain d'acide. Siemens Gamesa installe les premières éoliennes ainsi recyclables, en Allemagne en 2022. L'entreprise annonce que cette innovation permettrait à terme de recycler 200 000 pales, soit dix millions de tonnes de matériaux recyclables. RWE et EDF Renouvelables ont conclu des accords pour installer ces pales sur des projets de parcs en cours.
Le parc éolien français étant encore jeune dans les années 2010, le marché du démantèlement devrait croître progressivement jusqu'en 2035, pour s'établir à 15 000 t/an,. L'Allemagne, en revanche, est déjà confrontée en 2019 au démantèlement d'un quart de son parc et doit traiter 50 000 t de pales,.

#### Fondations
Sur son site d'implantation, chaque éolienne laisse une partie de ses fondations en béton (entre 250 et 400 m3). En France, depuis 2020, la loi rend obligatoire le retrait intégral du socle des éoliennes, à l'exception des éventuels pieux et sauf dérogation préfectorale pouvant autoriser de limiter l'excavation à deux mètres en zone forestière ou un mètre en autres zones. Selon la Commission de régulation de l'énergie (CRE), près de 400 MW de capacités de production atteindront 15 ans d'exploitation en 2020 et sortiront des tarifs de rachat garantis par l'État, et à partir de 2023, en moyenne, un gigawatt de capacité éolienne en sortira chaque année, soit environ deux tiers des capacités nouvelles mises sur le marché chaque année. Les développeurs espèrent obtenir des augmentations importantes de rendement grâce à la mise en place de machines plus puissantes ; les meilleurs projets peuvent aller jusqu'à doubler, voire parfois tripler la capacité de production.

### Sécurité physique autour des éoliennes
Une des éoliennes de 62 m du parc de Bouin en Vendée s'est écrasée au sol lors du passage de la tempête Carmen le 1er janvier 2018.

### Impact sur la dynamique terrestre naturelle
Les éoliennes exploitent une énergie cinétique produite par des différences de pression dans l'atmosphère sous l'influence du soleil. Ces flux gazeux participent à la dynamique climatique globale. Une étude publiée par des chercheurs de la Société Max-Planck dans la revue Earth System Dynamics montre que l'énergie potentiellement extractible (18 à 68 Térawatts (TW) selon la méthode d'évaluation) est du même ordre de grandeur ou supérieure d'un ordre de grandeur[pas clair] à celui de la demande mondiale en énergie (17 TW), mais que certaines des conséquences climatiques d'une extraction à ce niveau maximal seraient comparables à celles d'un doublement du taux de CO2. L'étude ne prend en compte que l'éolien terrestre ; si l'on y ajoute l'éolien en mer, le potentiel est presque doublé. Elle précise qu'en 2008, seulement 0,03 TW ont été produits par les éoliennes, ce qui laisse la possibilité d'un large développement de l'éolien avec des impacts climatiques mineurs.
Le rapport affirme que l'utilisation généralisée de l'énergie éolienne provoquerait un changement dans les précipitations, dans la dissipation de chaleur par convection, ainsi qu'une augmentation des radiations solaires à la surface de la Terre. En conclusion, il préconise de lancer des études complexes de modélisation pour accompagner et limiter le développement de l'utilisation de l'énergie éolienne, tout en confirmant d'ores et déjà qu'il existe un niveau maximal pour la récupération d'énergie éolienne, entraînant des conséquences sur le climat de la planète.

### Impact sur la forêt et les communautés indigènes de l'Amazonie équatorienne
Rigide et léger, le bois de balsa entre dans la composition des pales d'éoliennes : le cœur en bois est placé entre deux « peaux » de fibre de verre qui renforcent sa résistance. Plus les pales sont longues, plus elles intègrent de balsa. Selon The Economist, le boom de l'énergie éolienne fragilise l'Amazonie équatorienne, qui assure 75 % de la production mondiale de ce bois. Les premières personnes concernées seraient les communautés indigènes,. Afin de diminuer la consommation de balsa en Amazonie, les constructeurs de pales comme LM Wind substituent désormais ce matériau par du PET recyclé.[réf. nécessaire]

## Débat sur l'énergie éolienne
L'énergie éolienne est exploitée à plusieurs échelles. On peut distinguer le « grand éolien » ou « éolien industriel », qui est financé par des collectivités et des grandes entreprises et est raccordé à un réseau électrique dans la quasi-totalité des cas, du petit éolien, qui est mis en œuvre par un individu ou une ferme agricole, en site isolé ou raccordé au réseau.
Parmi les acteurs du débat sur l'énergie éolienne, on peut distinguer les organismes publics traitant des énergies renouvelables, les industriels de l'éolien, les laboratoires de recherche et de développement et les associations militant pour ou contre les éoliennes.

### Organismes publics traitant des énergies renouvelables
Parmi les organismes publics français concernés par l'énergie éolienne, on peut citer, par exemple, l'Agence de l'environnement et de la maîtrise de l'énergie (ADEME), qui joue un rôle d'animation dans la recherche des énergies renouvelables), la DGEMP, la Commission de régulation de l'énergie (CRE), le gestionnaire du Réseau de Transport de Électricité (RTE), etc.

### Associations professionnelles traitant des énergies renouvelables
Parmi les associations françaises œuvrant dans les énergies renouvelables, on trouve des professionnels de l'énergie éolienne :
- France énergie éolienne (FEE), fondée en 1996, qui regroupe 160 professionnels de l'éolien[240] ;
- le Syndicat des énergies renouvelables (SER) ;
- le CLER - Réseau pour la transition énergétique.

Au niveau européen, WindEurope, initialement European Wind Energy Association, EWEA, créée en 1982, regroupe 700 entreprises, associations et institutions de recherche ou académiques de plus de 50 pays, actives dans l'ensemble de la chaine de valeur du secteur. Elle représente le secteur auprès des Communautés européennes.
Au niveau mondial :
- le Global Wind Energy Council (GWEC)[242], association professionnelle sise à Bruxelles en Belgique, regroupe plus de 1 500 compagnies, organisations et institutions de plus de 70 pays : fabricants, développeurs, fournisseurs de composants, instituts de recherche, associations nationales pour l'éolien et les renouvelables, fournisseurs d'électricité, compagnies financières et d'assurance. Elle représente le secteur auprès des organismes mondiaux : la Convention-cadre des Nations unies sur les changements climatiques (CCNUCC, l'Agence internationale de l'énergie (AIE), l'Agence internationale pour les énergies renouvelables (IRENA), le Groupe d'experts intergouvernemental sur l'évolution du climat (GIEC), etc. ;
- la World Wind Energy Association (WWEA)[243], association à but non lucratif sise à Bonn en Allemagne, regroupe 600 membres de près de 100 pays.

### Associations spécialisées

#### Pro-éoliennes
Plusieurs associations soutiennent le développement de l'énergie éolienne : Suisse-Éole en Suisse, Planète éolienne, qui regroupe des associations locales de promotion de l'éolien et France Énergie éolienne, qui regroupe 160 professionnels de l'éolien en France.

#### Anti-éoliennes

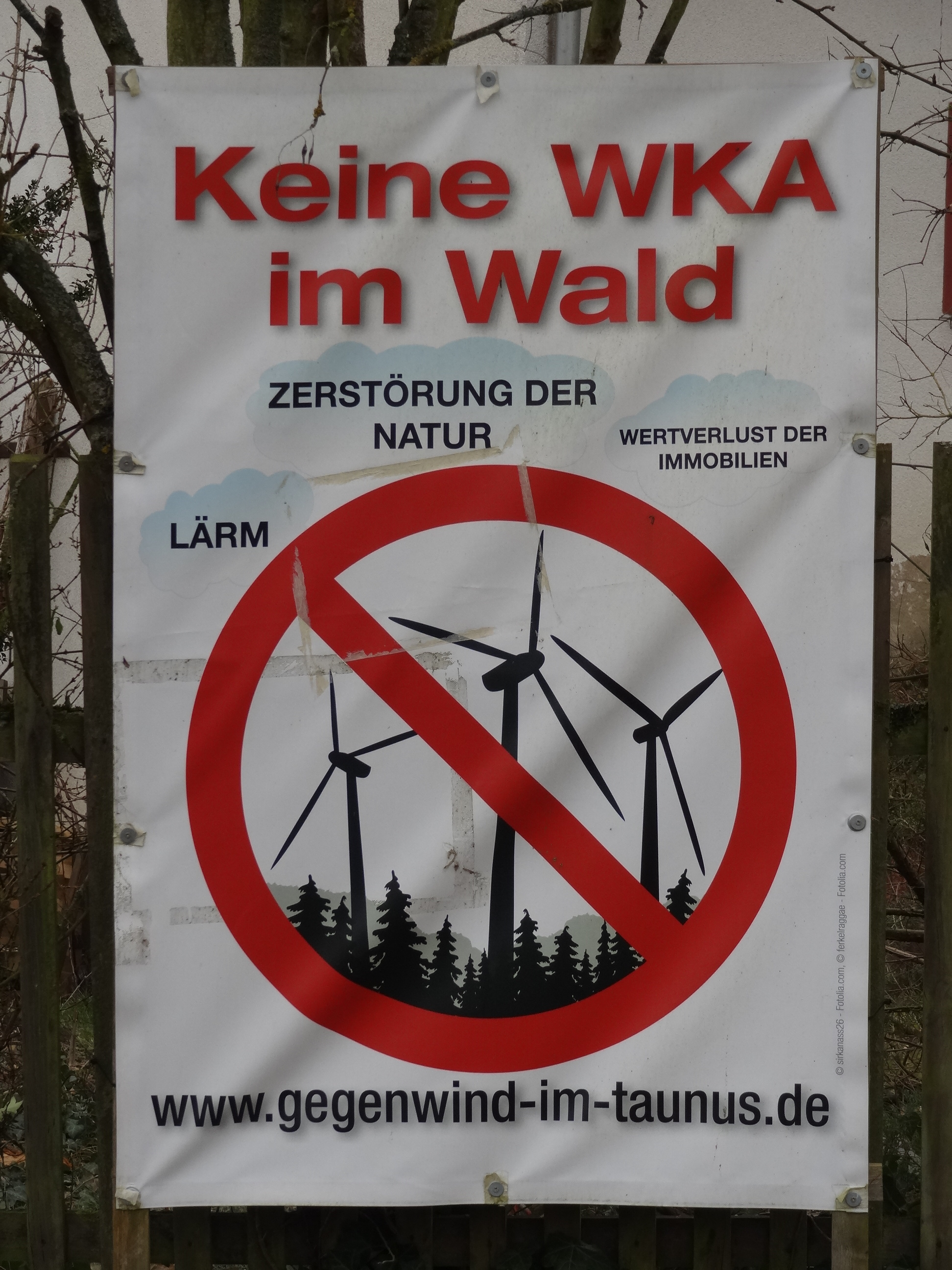
Particuliers, associations nationales et locales de sauvegarde du patrimoine bâti et paysager refusent de nouvelles implantations d'éoliennes.

- En France, des opposants se sont organisés sous forme d'associations,
- En Europe, la Plateforme européenne contre l'éolien industriel (European Platform Against Windfarms, EPAW) créée en octobre 2008 regroupe (en octobre 2013) 623 associations de 24 pays européens, dont 206 associations françaises[245].

### Opinion publique
Selon un sondage Louis Harris publié le 28 avril 2005, 91 % des Français se déclarent favorables à l'énergie éolienne.
En 2008, 62 % des Français interrogés déclaraient accepter l'installation d'une éolienne à moins d'un kilomètre de leur domicile.
En 2018, un sondage Harris Interactive conclut que 73 % du grand public et 80 % des riverains ont une bonne image de l'éolien (sondage réalisé auprès d'un échantillon de 1 001 riverains et de 1 091 Français).